# Huy hiệu của quý tộc Ba Lan
Huy hiệu Ba Lan có liên quan mật thiết đến giới quý tộc Ba Lan, szlachta, có nguồn gốc từ các gia tộc chiến binh thời Trung Cổ, những người đã hỗ trợ quân sự cho Vua, Công tước hoặc lãnh chúa.

Bên cạnh đó, tất cả các gia đình Ba Lan thuộc thuộc cùng dòng họ quý tộc sẽ cùng có huy hiệu trên áo giáp. Từ Herb gốc Ba Lan đồng thời ám chỉ đến gia tộc cũng như phù hiệu áo giáp. 

## Danh sách
Quốc huy được liệt kê dưới tên phổ biến nhất của chúng, theo sau là tên thay thế của chúng trong ngoặc.

### A
Abdank (Awdaniec, Abdanek, Białkotka, Buczacki, Habdank, Łękawa, Skuba, Wiszowaty)
Abgarowicz
Achinger (Aichinger, Ajchigier)
Agryppa
Aksak
Alabanda (Alba-luna, Bielina, Koniowaszyja)
Alemani (Alameni, Allemani)
Allan
Amadej (Amadejowa, Hemadejowa, Orłek bez ogona)
Antoniewicz (Bołoz)
Awdaniec
Azewoja
Azulewicz

### B
Bajbuza
Batorsag (Quốc huy riêng, xuất xứ từ Hungary)
Bełty
Bes
Beztrwogi
Białynia (Bialina, Bielina)
Biberstein (Bibersztein, Bibersztajn, Bibersztyn, Bieberstein, Momot)
Bielawa
Bielina
Bieńkowski (biến thể Korwin)
Biliński (biến thể Sas)
Bielecki Bogdanowicz
Bogoria hoặc Bogorya
Bogusz
Bojcza (Boycza, Modzele, Piasnicza)
Bończa (Głoworożec, Jednorożec, Tomaszewski)
Boreyko
Bożawola
Bożezdarz
Brama
Brochwicz (Jeleń, Opole)
Brodzic
Bronic (Jelec, Łopot)
Bronisław
Brzuska

### C
Casafranca (Kazafranka)
Celejów
Chlibkiewicz
Cholewa
Chłędowski
Chomąto (Pantera)
Choryński (Chory, Chorynski, Chorinský, Chorinsky, Chorinská)
Chyliński
Cielątkowa (Kucza)
Cieleski
Ciężosił
Ciołek (Biała)
Czarlinski coat of arms (Sowa)
Czartoryski
Czarnowron (Ślepowron variation Czarnowron)
Czewoja (Czawa, Łzawia, Łzawa)

### D
Dąb (Dub, Ehler, Żelechy)
Dąbrowa
Dąbrowski (Panna)
Dąbrowski I
Dębno (Sędowojna)
Denhof (Denhoff)
Deszpot
Dobrostanski
Doliwa(Krzucki ie Kruski)
Dołęga
Drogomir
Drogosław
Druck (Drucki Książę)
Dryja (Drya, Mutina)
Drzewica
Działosza

### E
Eberc Erbs

### F
Fąferek
Felsztyński
Fiedler
Fontana
Fornalski
Frycz
Fuks

### G
Garczyński (Sas variation)
Gąska (Budzisz, Paparona)
Giejsz
Geysztor
Gierałt (Ciecierza, Cietrzew, Osmoróg, Rogów)
Ginwiłł (Ginwił)
Glaubicz (Carpio, Glajbicz, Glaubitz, Glubos, Gluboz, Gloubus, Glawbz, Karp)
Gliński
Gniazdowski
Godziemba (Godzięba, Godzięby)
Gondek (Gądek, Gondekowa)
Gozdawa (Gozdowa, Gzdow, Gozdzie, Smora)
Górski (Doliwa, Motyl, Rave)
Grabie (Chlewiotki, Grabia, Graby, Kocina, Leśniowie)
Grabowiec
Groty
Gruszowski
Gryf (Swoboda, Świeboda)
Grzebyk
Gryzima (Gryżyna, Lupus)
Grzymała
Gutak
Gutowski
Gwiazdy
Gwiaździcz

### H
Haller (Haller de Hallenburg)
Hełm
Herburt (Herbott, Fulsztyn, Herbolt, Herbort, Herbortowa)
Hipocentaur (Hipocentaurus, Kitaurus)
Hodyc (Rogala variation)
Hołobok (Gołobok, Ołobok)
Hołownia
Hornowski
Hozyusz
Hubal

### I
Iwanowski (dòng nhánh Rogala)

### J
Jabłonowski
Jakimowicz
Janina (Pole w polu)
Januszkiewicz
Jasieńczyk (Jasieniec, Jasiona, Klucz)
Jastrzębiec (Bolesta, Boleścic, Dymowski, Kamiona, Ludbrza, Łazęki, Nagóra, Zarasy, Mystkowski)
Jaślin
Jaworski (Dubik) coat of arms (Koźlarogi, Koźlerogi, Nagody)
Jednorożec
Jelita
Jezierza (Jeziora)
Jeż
Junosza (Baran, Junoszyc)
Juńczyk

### K
Kacmajor
Kalinowa
Kamecki (Ślepowron variation Kamecki)
Caminschi
Karnas (Karnakoewski, Karnish, Rákóczi)
Kemlada (Kiemlada, Kimlada, Grabowski)
Kierdeja (Kierdejowa)
Kietlicz (Kiczka, Kyczka, Kitschka)
Klamry
Kolakowski
Komar
Konderski (Konderski, Konder, Kondek)
Kopacz (Skrzydło, Topacz)
Kopaszyna (Czeluść, Kopasina, Poruba, Zawotuł)
Korab (Korabczyk, Korabczyce, Korabiów)
Korczak (Wręby)
Kornic (Błogosław hospody, Kornicz, Kurnicz)
Korsak
Korwin (Corvus, Corvinus, Corvin, Kruk, Bujno, Ślepowron odmiana (variation) Korwin)
Korybut
Korzbok (Korbog, Korcbok, Kurczbach)
Kos (Koss)
Kościesza (Kościerza, Strzegomia, Strzegonia)
Kot Morski
Kotwica (Strumberg)
Kotwicz (Ćwieki, Kotłicz, Kottwitz, Kotwic)
Kownia (Koprynia, Kowinia, Równia, Skowina)
Kozicki
Kozłowski
Krukowski
Krutta
Kruzer
Krybelli
Krydener
Kryg
Krygel
Kryger
Krygshaber
Krygsztejn
Krynicki (own COA of the Kobyzewicz-Krynicki noble family; granted in 1589).
Kryszpin
Krzywda
Księżyc
Kuksz
Kulakowski
Kur (Kur Biały)
Kur II (Kur Czarny)
Kurowski
Kusza
Kuszaba (Bychawa, Kuczaba, Parzyca, Rakwicz)

### L
Lachnicki
Larysza (Borysowie, Gleżyn, Laryssa)
Leliwa
Leszczyc (Bróg, Brożek, Brożyna, Laska, Laski, Wyszowie)
Leszewski / Liszewski Coat of Arms, Knights, Nobles
Lewalt
Lewart (Walny, Wali-uszy)
((Liczbinskich Limanowski (Limanowa, Lwow)
Lis (Lisowie, Mzura, Strempacz, Orzi-Orzi)
Lubicz (luba)
Lubomirski

### Ł
Łabędziogrot
Łabędzik
Łabędź (Skrzynno, Skrzyńscy, Kudrick, Kudrewicz, Kudrycki, Kudrzycki)
Łada (Ładzice, Łady, Mancz)
Łagoda (Bienia, Połańcze, Wierzynkowa)
Łodzia (Framberg, Fragenbarg, Frymbark, Smigielski, Szmigielski)
Łuk

### M
Mądrostki (Śmiara, Zmiara)
Materna (Ślepowron variation Materna, also Korwin variation)
Masalski Książe III
Mniszech
Mogiła
Mohyła 
Mora (Mory, Morawa, Murzynowa Głowa)
Murdelio Milczek

### N
Nabram (Kłobuk, Nabra, Stańczowie, Waldorf)
Nałęcz (Pomłość, Nałęcz - Jezioro)
Napiwon (Awsłcy, Napiwie, Napiwoń, Napiwowie)
Nieczaj (herb własny, odmiana Pobóg)
Nieczuja (Cielech, Cielechy, Ostref, Ostrzew, Pień, Necznia)
Niesobia (Krzywosąd, Słodziej, Złodzieje)
Nowina (Złotogoleńczyk, Zawiasa)
Nurseski coat of arms
Nycz

### O
Odrowąż
Odwaga (Mur Konopackich)
Odyniec
Ogończyk (Drogosław, Ogony, Powała, Sudkowicz)
Oksza (Bradacica, Hoksza, Kołda)
Oława (Oliwa)
Orda
Orla (Mściug, Opala, Opola, Saszor also Szaszor, Zapale)
Osek
Oskierka (lub Oskierko, herb własny, odmiana Murdelio)
Ossorya (Ossolińczyk, Poświst, Szarza)
Ostoja (Mościc)
Ostroga
Ostrogski
Oszyk
Owada (Ulina)

### P
Paprzyca
Pelikan
Piast Eagle (Orzeł Piastowski)
Pierzchała (Kolumna, Colonna, Roch, Trzaska, Wiszowaty)
Piława (Pilawa, Zet)
Piłsudski
Pniejnia (Cwalina, Karwowski)
Pobóg (Pobodze, Pobożany)
Pogonia (Borzezdarz, Zdarzbog)
Pogoń Litewska
Pogoń Ruska
Pokorski Pomerzanin
Pomian (Proporczyk)
Poraj (Róża)
Poronia
Półkozic (Połukoza, Ośla Głowa)
Pół Orła (Orlica, Paczko)
Późniak
Prawdzic (Prawda)
Prus (MRUK, Słubica, Turzyna, Wagi, Wiskałła, Moszczenica, Ważanki, Wilcze Kosy, Napole, Nagody, Napora)
Prus II Wilczekosy (Wilcze Kosy, Stubica, Falcastrum Lupinum)
Prus III
Przegonia
Przeginia (Przegonia)
Przerowa (Grotowie, Proporzec, Przyrowa)
Przosna (Prozna)
Przyjaciel
Przykorwin (Korwin variation Przykorwin)
Puchała (Sławęcin, Biała)

### R
Radwan (Wierzbowa, Kaja)
Rawa (Rawicz, Niedźwiada)
Rawski Rhau von Gutowski (Rhau)
Roch III (Pierzchała, Skała Łamana)
Rogala (Czabory, Celbarz)
Rola (Kroje)
Rosyniec (Ślepowron variation Rosyniec)
Rozmiar
Ryc
Rupniowski Szreniawa
Rymer (Reymner, Rejmer)
Slizewicz herb.[[Nalecz coat-of-arms samson coat of arms|Samson]] (Watta)
Sandrecki (Ślepowron variation Sandrecki)
Sas (Drag)
Sas II
Saszor (also Szaszor, alias Orla arms)
Skarupski
Skarzyna Sokola
Sołtyk
Smigelski
Starykoń (Zaprzaniec)
Starnberg (Sztembark)
Starża
Strzemię (Larysza, Ławszowa, Strepa, Zarosie)
Suchekomnaty (Kownaty, Suchekownaty)
Sulima
Syrokomla
Szeliga
Szembek
Szreniawa
Skupniewski
Szymajnskí

### Ś
Ślepowron (Bujno, Pęszno, Korwin, Corvin, Ślepy Wron)
Śreniawa (Krzywaśń, Occele)
Świat
Świeńczyc
Świerczek
Świnka (Męda)
Szaława (Salava)
Śzymanskí coat of arms

### T
Tabaczynski
Taczała (Żóraw)
Tarnawa
Topór (Bipenn, Kołki, Starża, Wścieklica)
Trąby (Brzezina)
Trubecki (Trubeck)
Trzaska (Biała, Lubiewo)
Trestka
Trzywdar
Trzy Gwiazdy
Trzy Kawki (Borch)
Tracewski

### U
Urbanski 

### W
Wadwicz
Waga
Walkiewicz Warnia (Borewa, Rak)
Wąż (Wężyk, Zachórz, Zatorz)
Wczele (Łębno, Pczelicz, Szachownica)
Wejher (Skarzyna, Skarżyna, Pomerzanin, Weicher, Weiher)
Wieniawa(Żubrza Głowa, Pierścina)
Wielorad
Wieruszowa
Wierzbna
Wilcza Głowa (Klejna)
Wnorowski (Kościesza)
Wukry
Wysocki
Wyssogota (Wyssogata, Wyskota, Wyszkota)

### Z
Zabawa
Zadora (Budziszyn, Płomień)
Zagłoba
Zaremba (Zaręba)
Zawadzki
Zerwikaptur(Koziegłowy)
Zgraja (Kunraczyc, Janina)

## Hình ảnh một số huy hiệu của Gia tộc Ba Lan-Litva

Herb Rzeczpospolitej Obojga Narodow
Herb Abdank (Awdaniec)
Herb Achinger
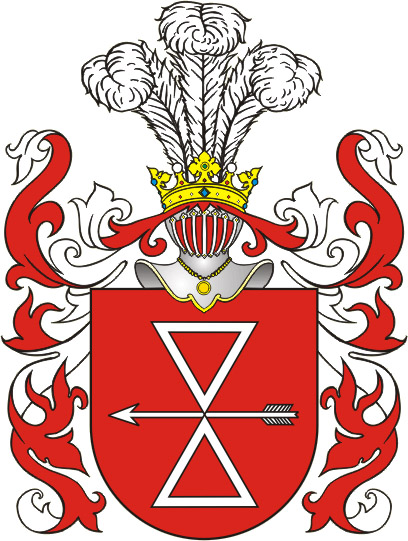
Herb Aksak
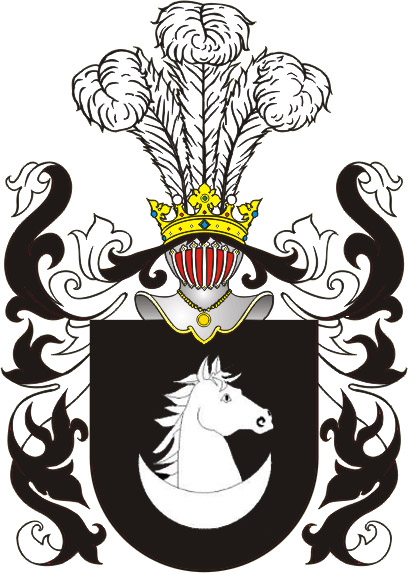
Herb Alabanda
Herb Allan
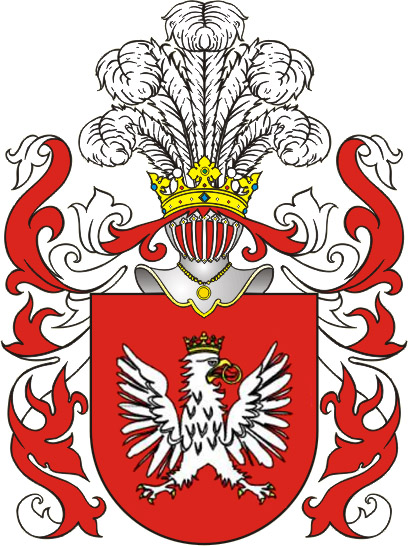
Herb Amadej
Herb Antoniewicz
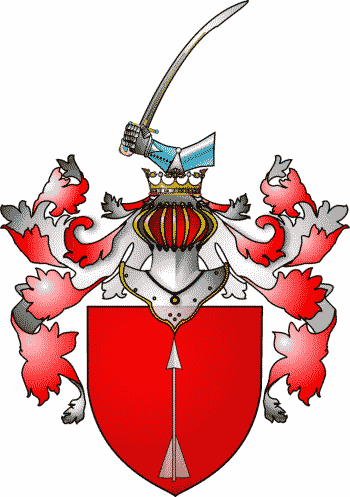
Herb Azulewicz
Herb Bajbuza
Herb Bawola-Głowa
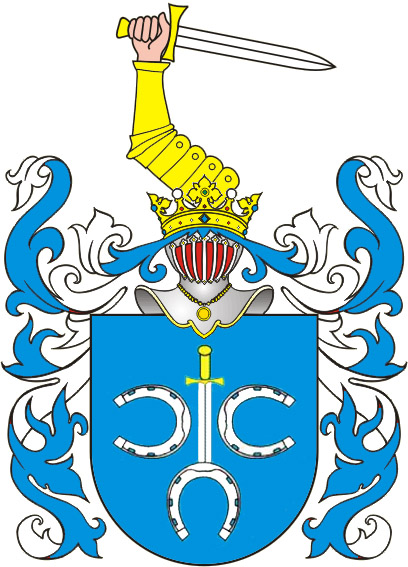
Herb Belina
Herb Bełty
Herb Beztrwogi
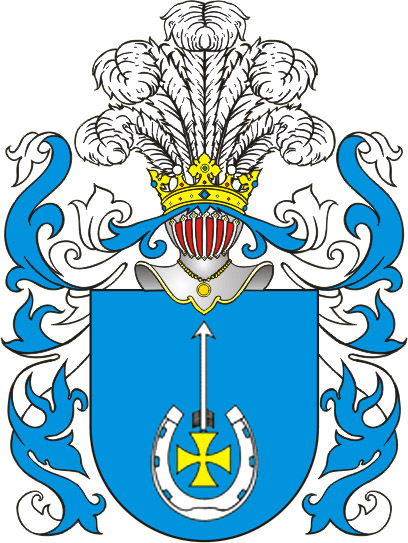
Herb Białynia
Herb Biberstein
Herb Boenisch
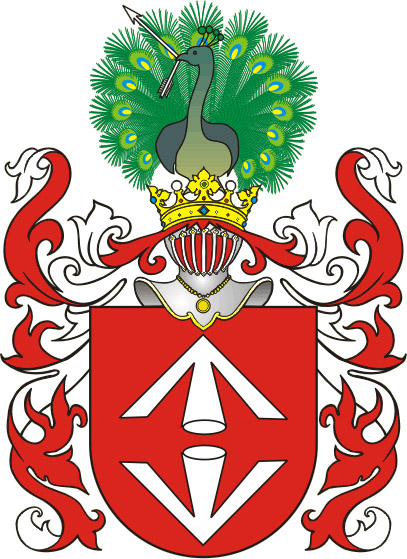
Herb Bogorya (Bogoria)
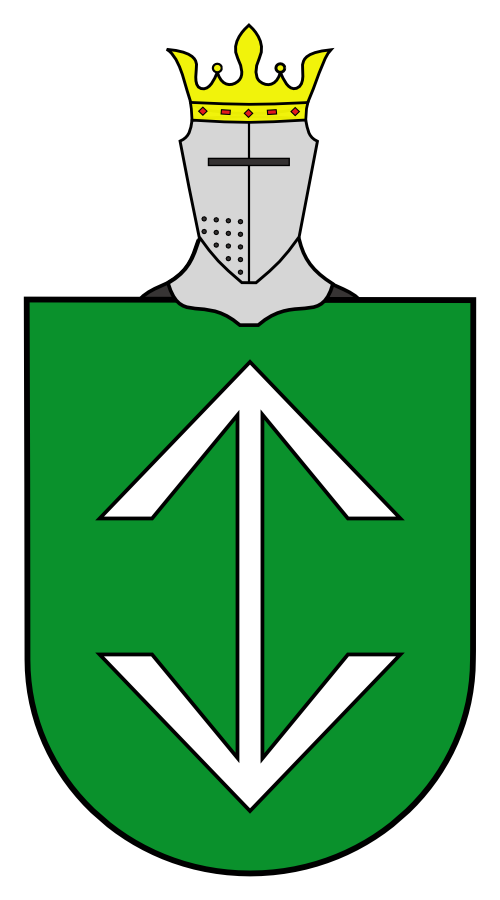
Herb Bogoria, odmiana II
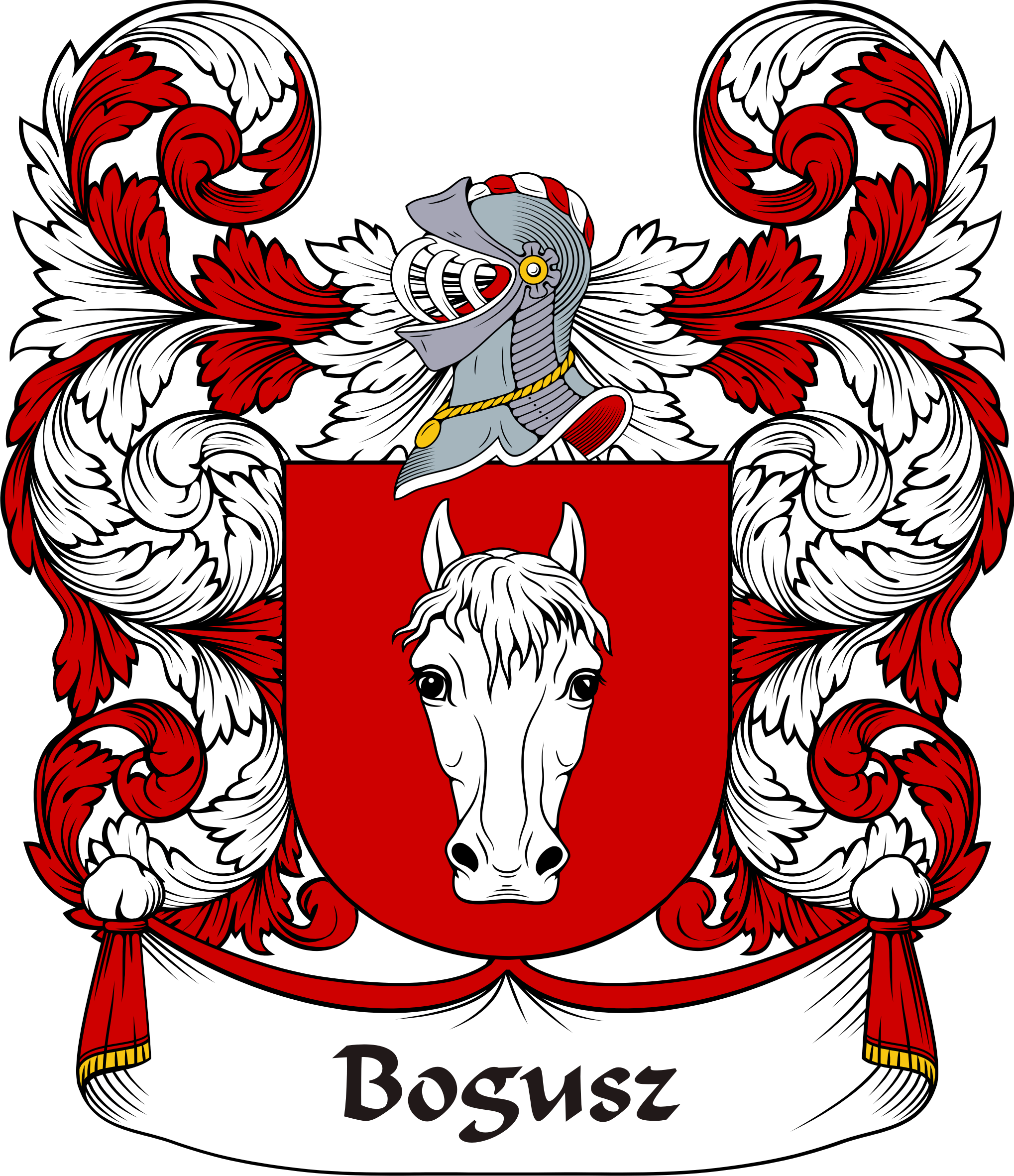
Herb Bogusz
Herb Bojcza
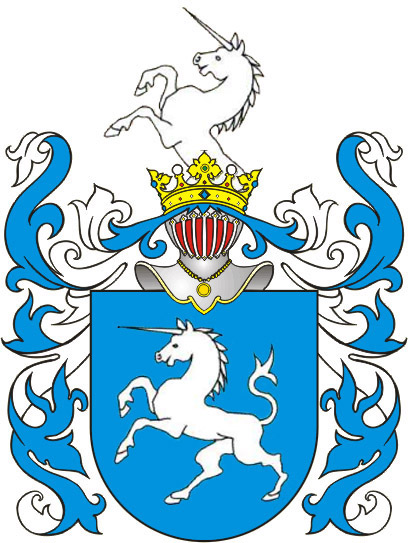
Herb Boncza
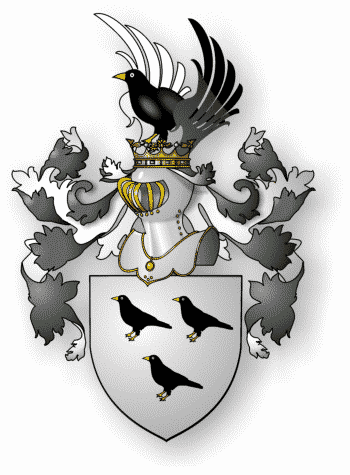
Herb Borch (Trzy-Kawki, Trzy-Kruki)
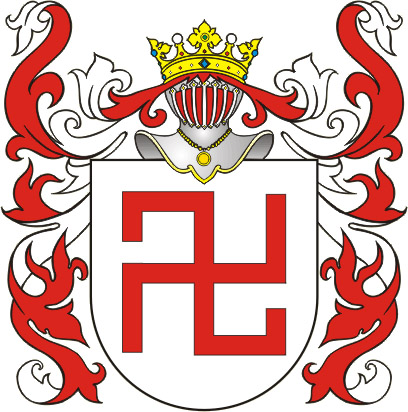
Herb Boreyko
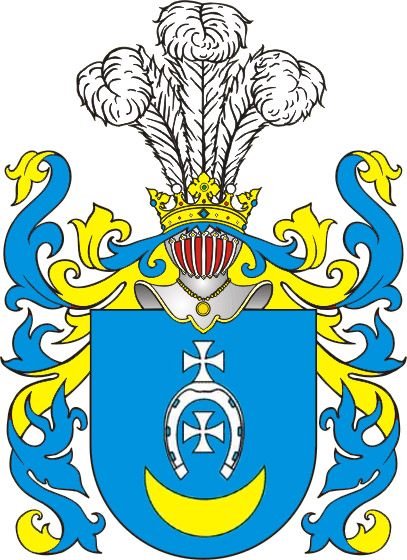
Herb Bożawola
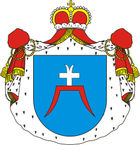
Herb Brama
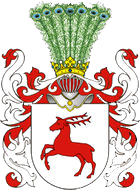
Herb Brochwicz
Herb Brodzic
Herb Bronic
Herb Brzuska
Herb Chalecki
Herb Charyton
Herb Chłędowski
Herb Chodkiewicz
Herb Cholewa
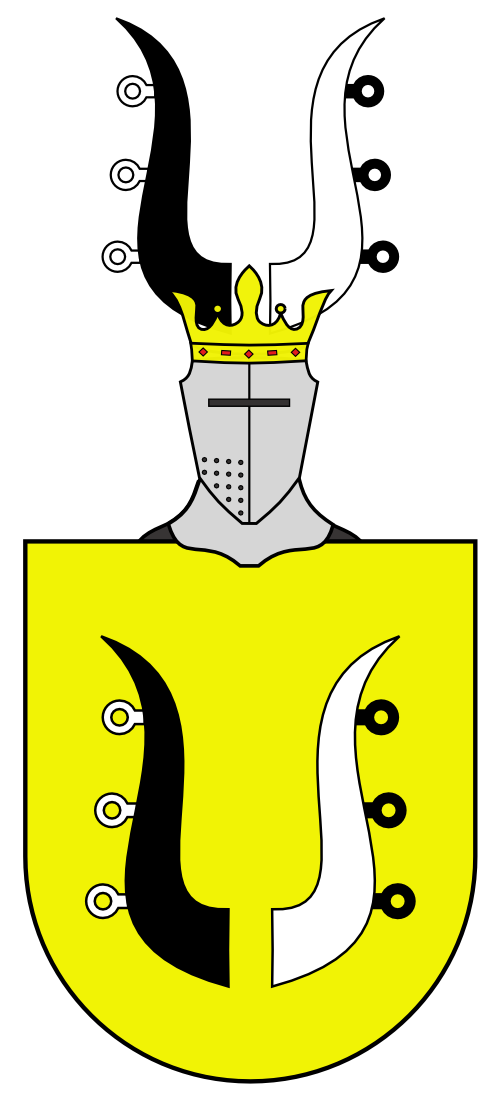
Herb Choryński
Herb Cielątkowa
Herb Cieleski
Herb Ciężosił
Herb Ciołek
Herb Czartoryski (Pogoń Litewska odmiana)
Herb Czewoja
Herb Dąb
Herb Dąbrowa
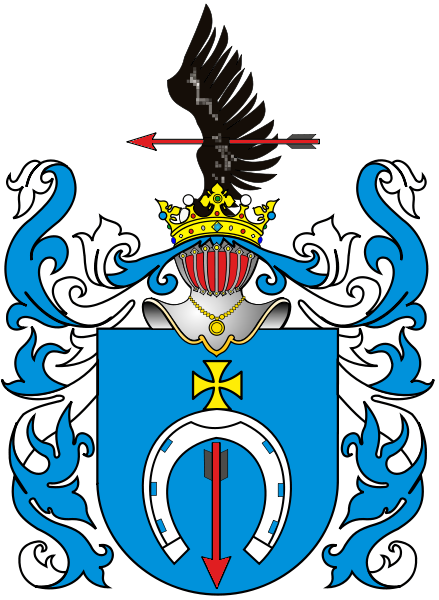
Herb Dąbrowski (Dołęga odmiana)
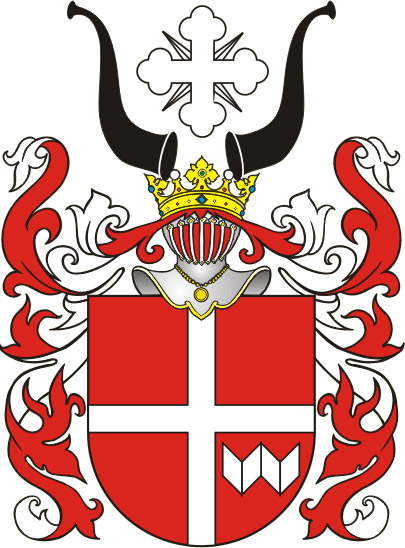
Herb Dębno
Herb Dęboróg
Herb Deszpot
Herb Dołęga
Herb Doliwa
Herb Drogosław
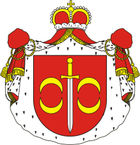
Herb Druck
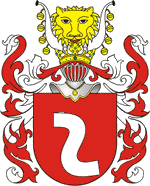
Herb Drużyna
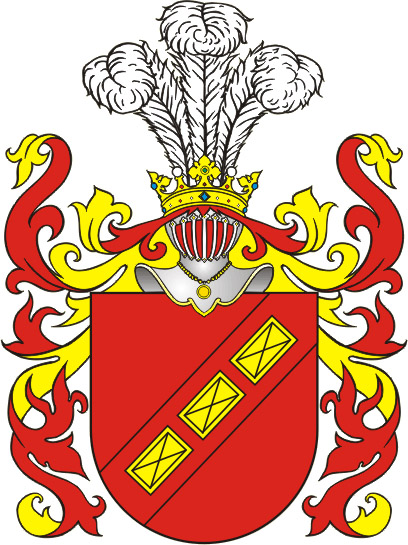
Herb Drya
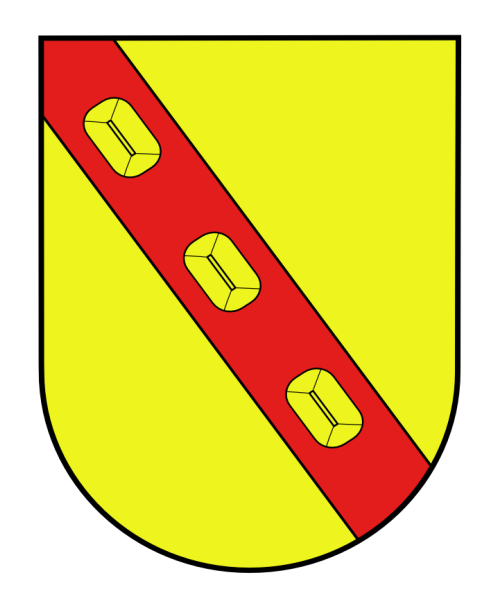
Herb Drya IV
Herb Drzewica
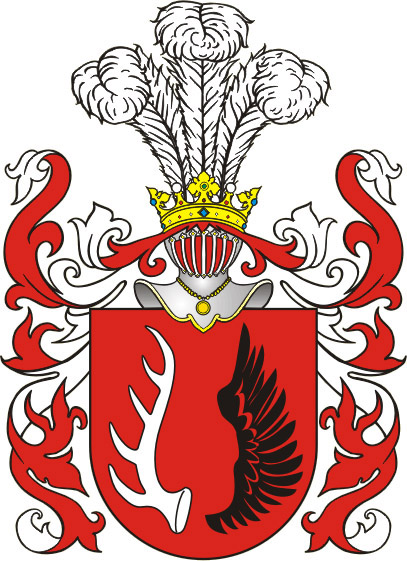
Herb Działosza
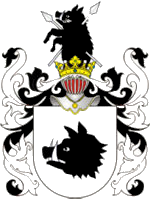
Herb Dzik
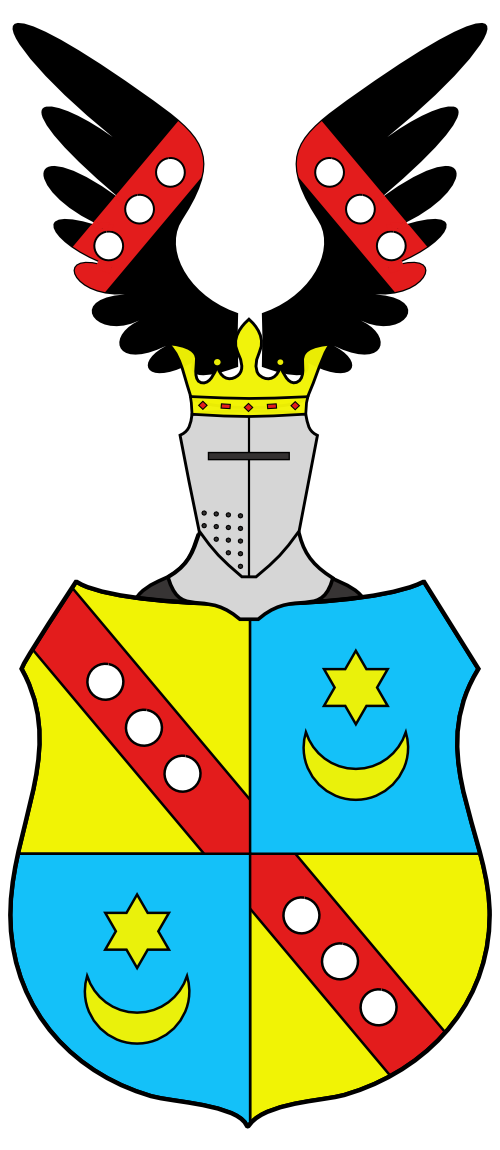
Herb Erbs
Herb Essen
Herb Estken
Herb Felseis
Herb Finke
Herb Fleming
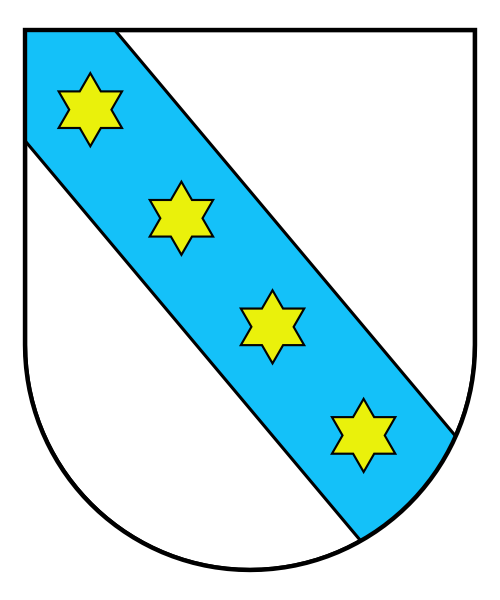
Herb Fogelfeder
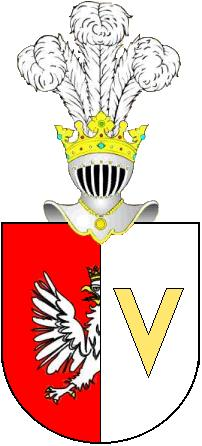
Herb Fornalski
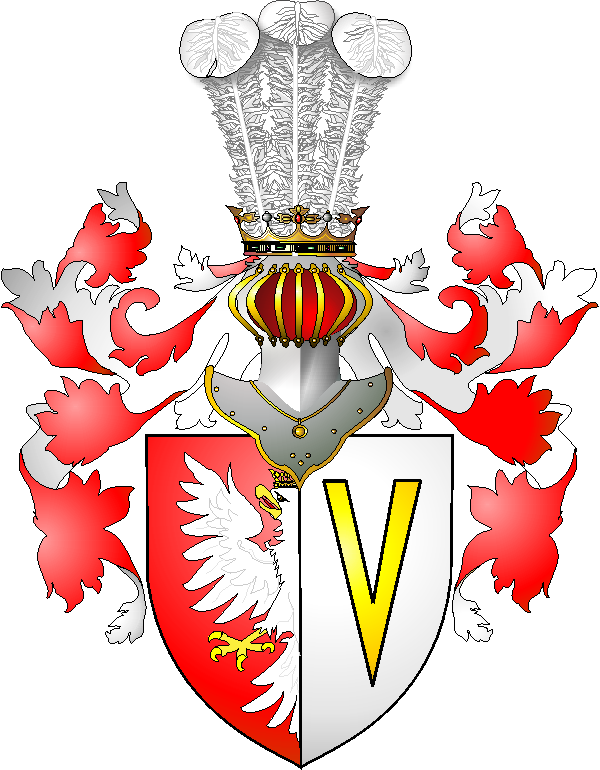
Herb Fornalski (Orlica odm.)
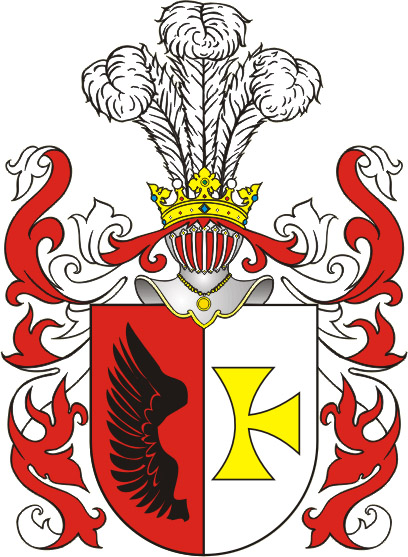
Herb Giejszt
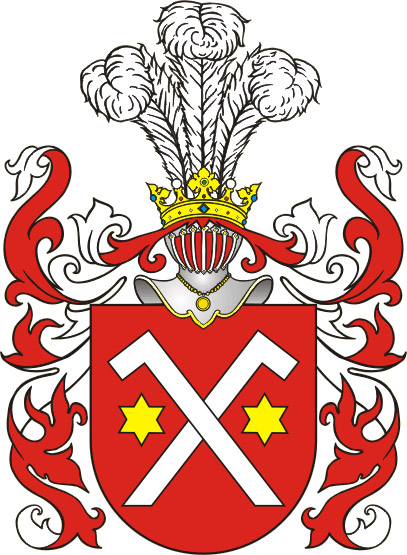
Herb Giejsztor
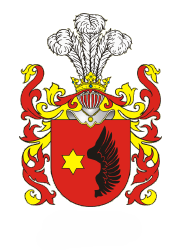
Herb Giełgud
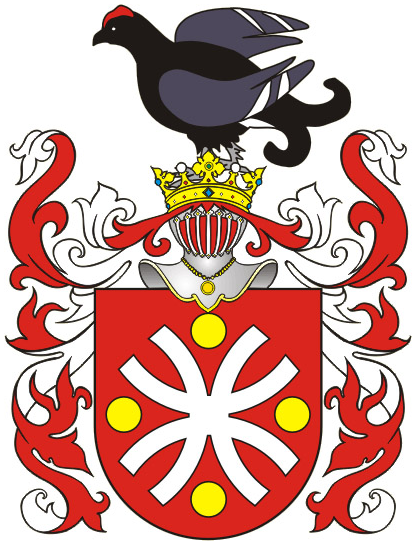
Herb Gierałt
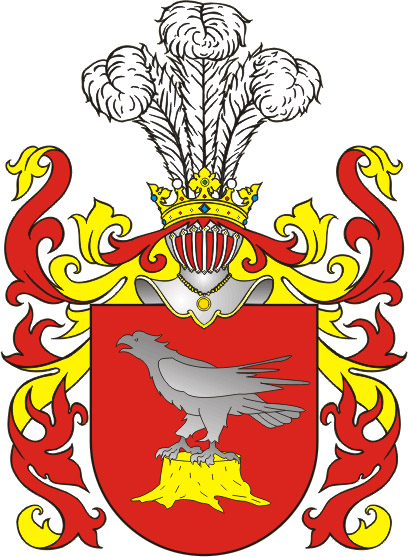
Herb Ginwiłł
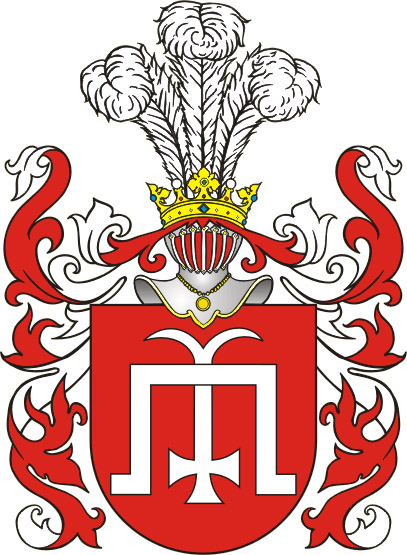
Herb Glinski
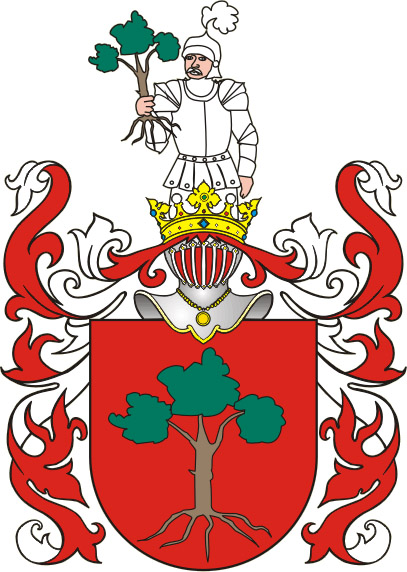
Herb Godziemba
Herb Gozdawa (Dzierżoń, Dervan)
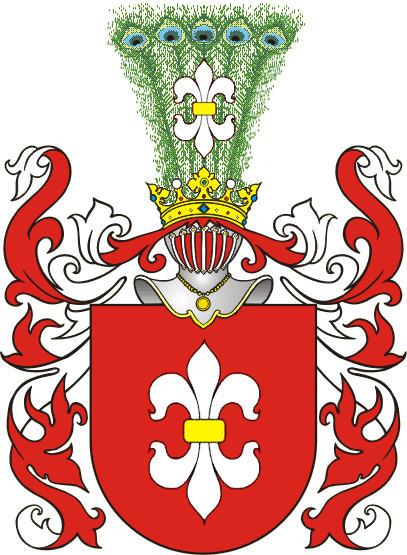
Herb Gozdawa
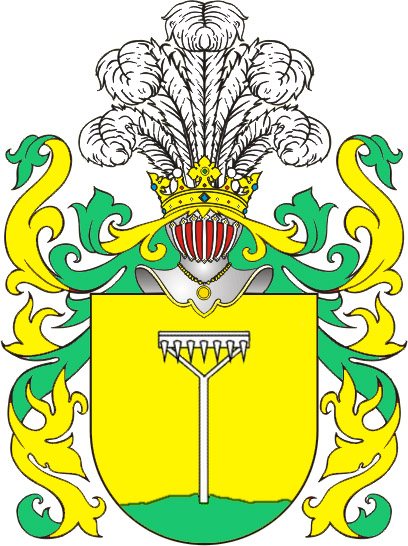
Herb Grabie
Herb Groty
Herb Gryf (Świeboda)
Herb Gryf II (Pomerania)
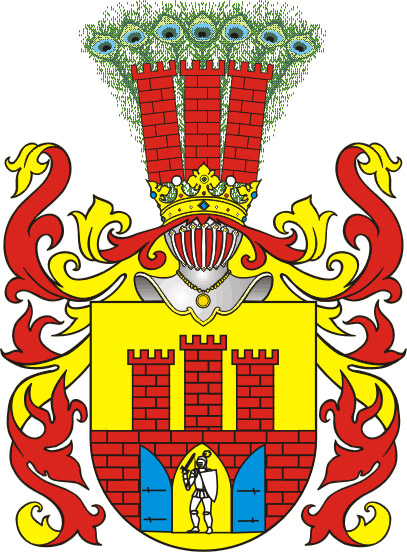
Herb Grzymała
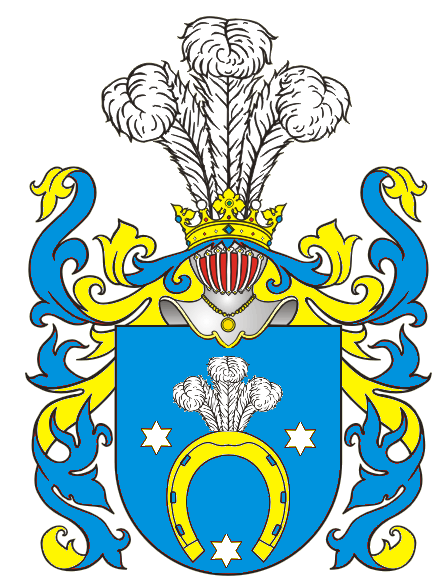
Herb Gutak
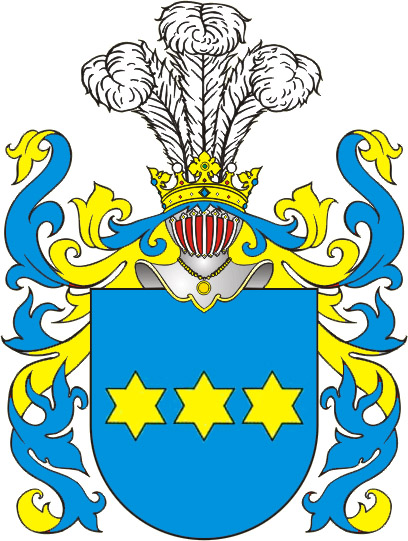
Herb Gwiazdy
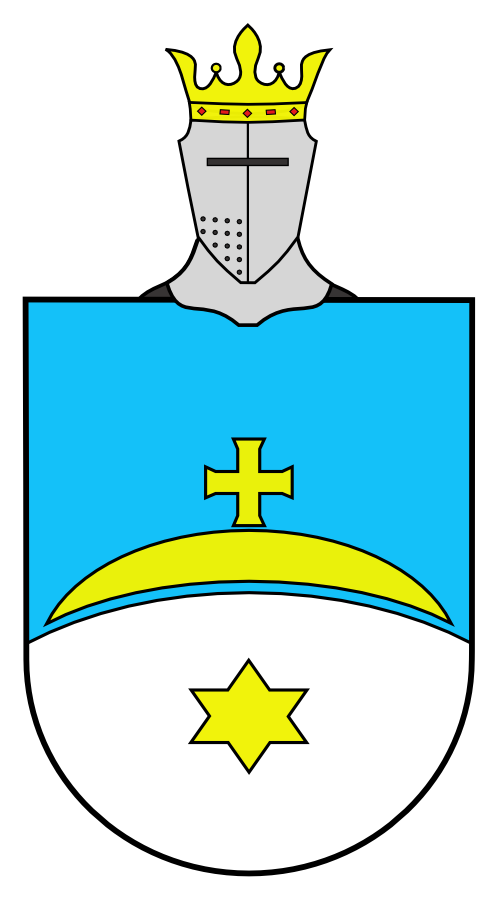
Herb Gwiaździcz
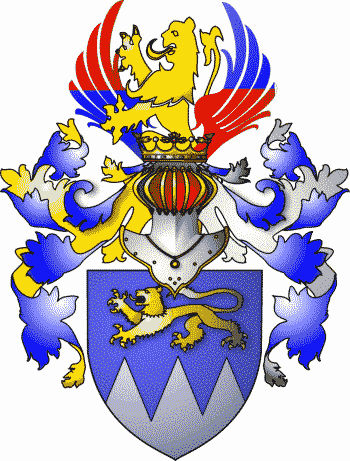
Herb Hejking
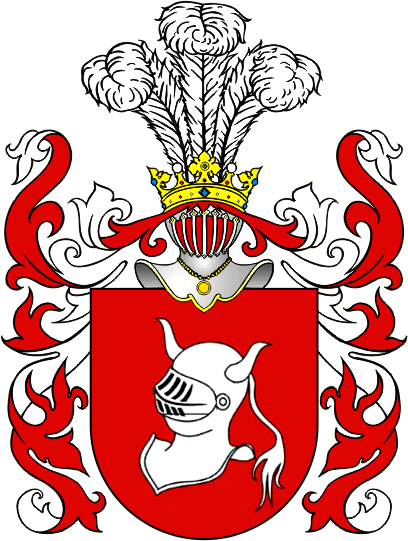
Herb Hełm
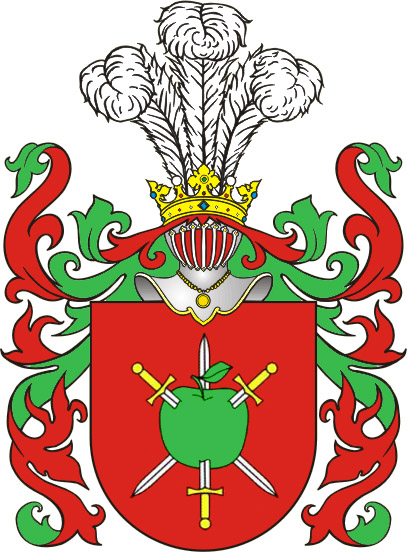
Herb Herburt
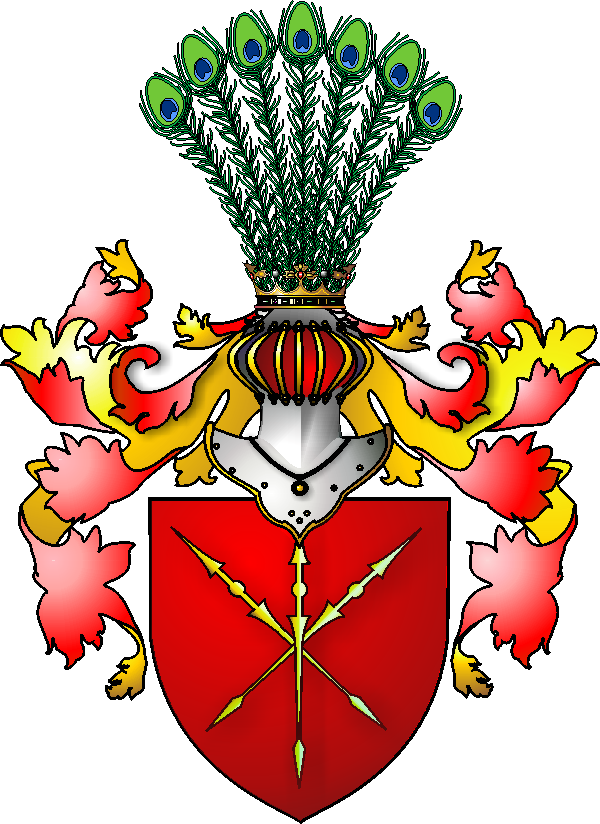
Herb Hilchen
Herb Hilzen
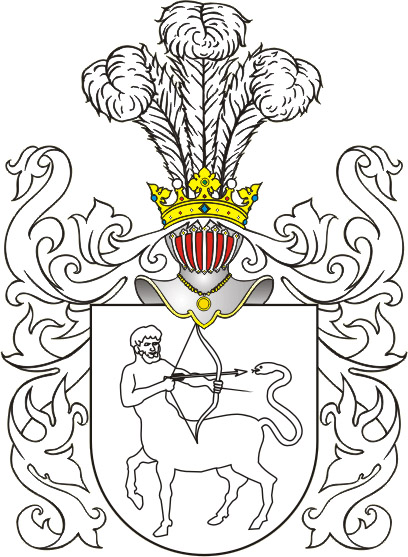
Herb Hipocentaur
Herb Hodyc
Herb Hołownia
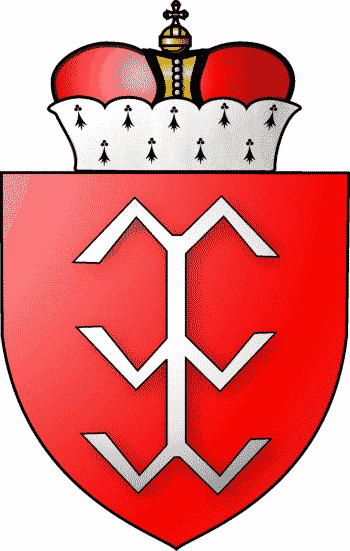
Herb Hołownia II
Herb Hornowski
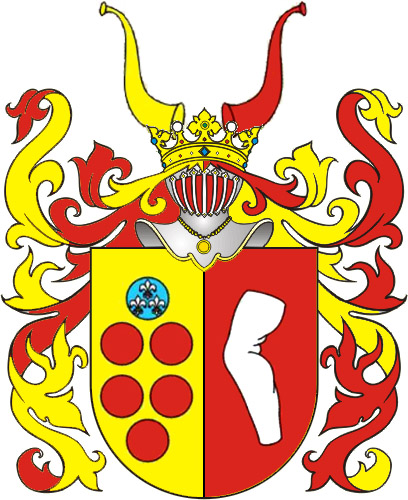
Herb Hozyusz
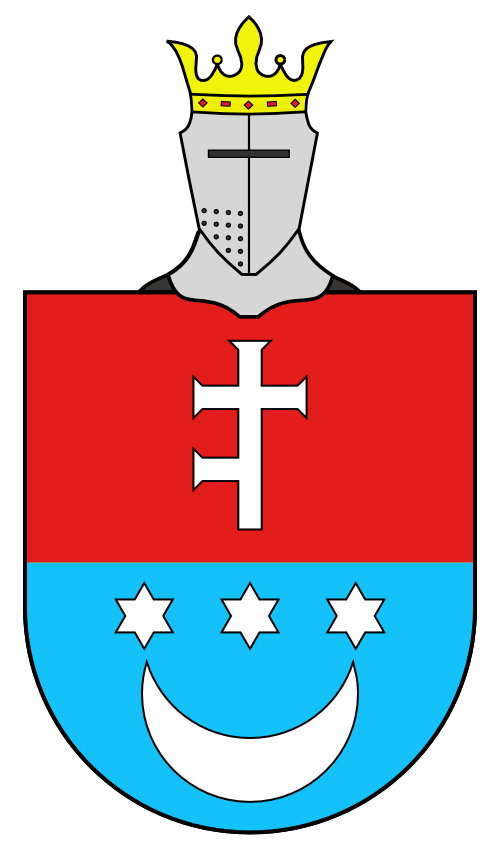
Herb Husarzewski
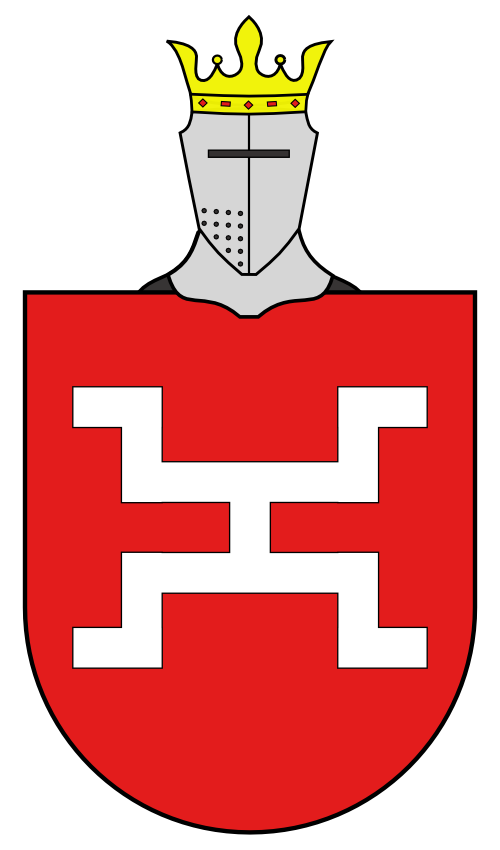
Herb Hutor
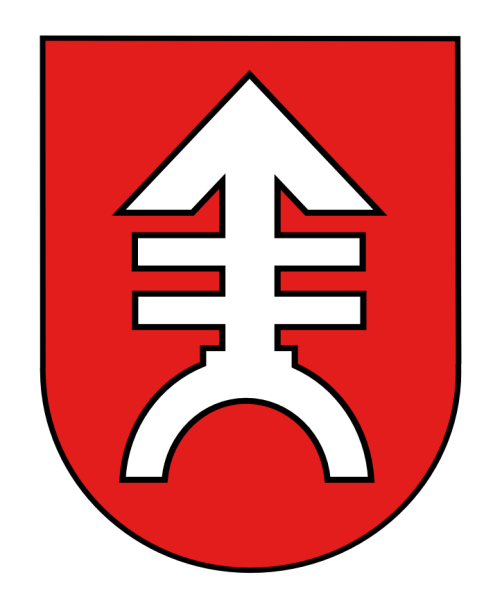
Herb Jakimowicz
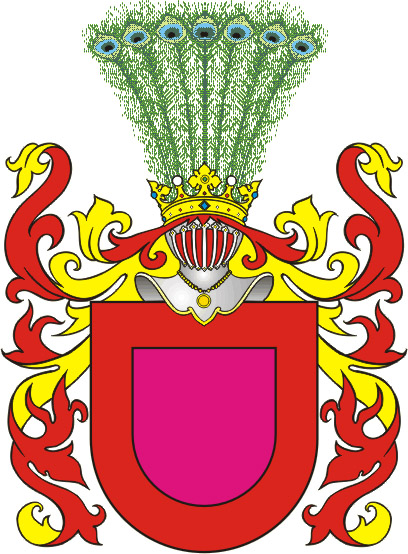
Herb Janina
Herb Jasieńczyk
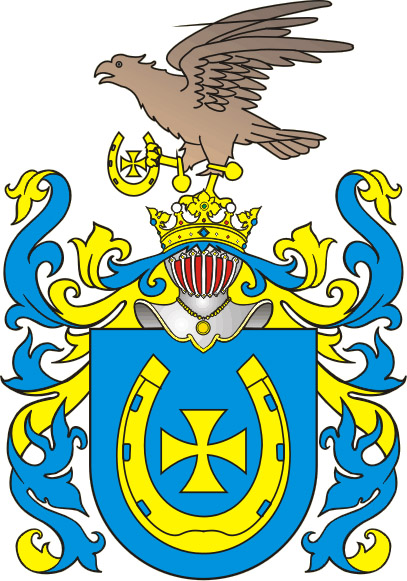
Herb Jastrzębiec
Herb Jelita (Koźlarogi, Koźlerogi, Nagody)
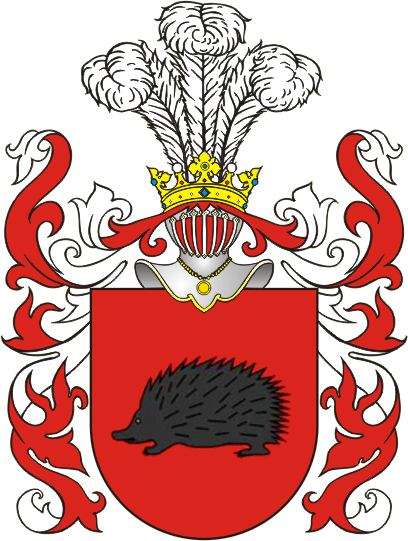
Herb Jeż
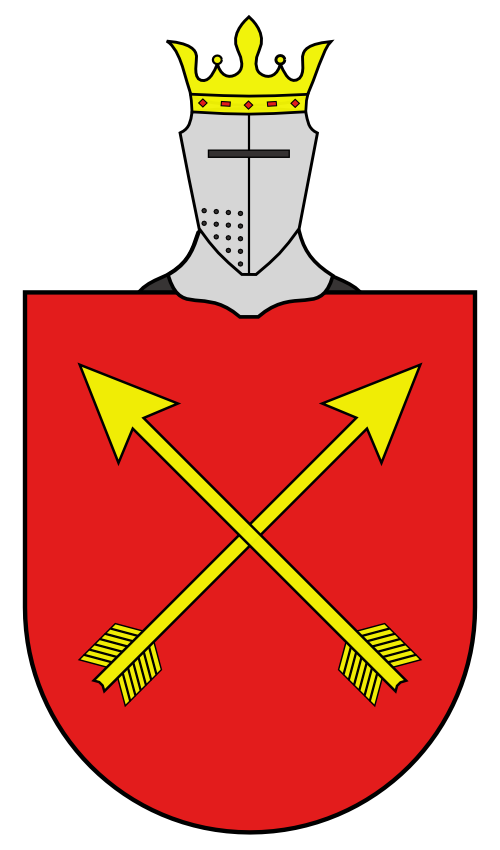
Herb Jodzieszko
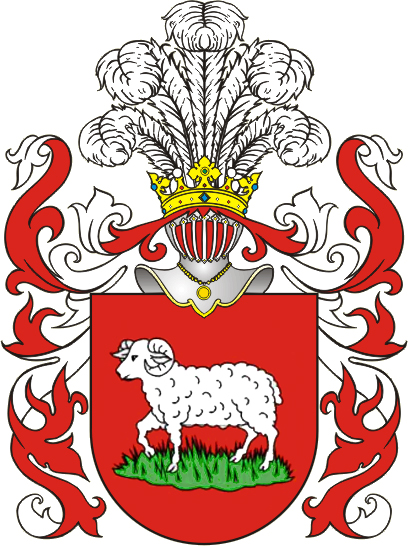
Herb Junosza
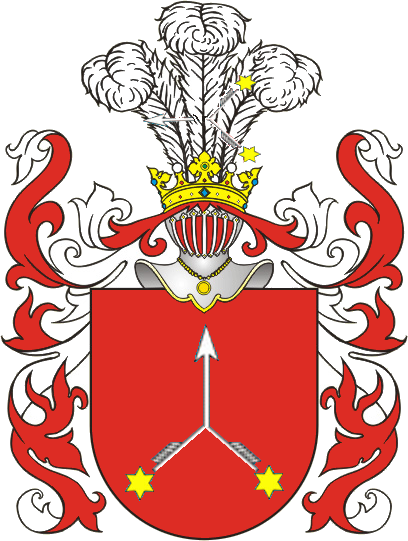
Herb Kalinowa
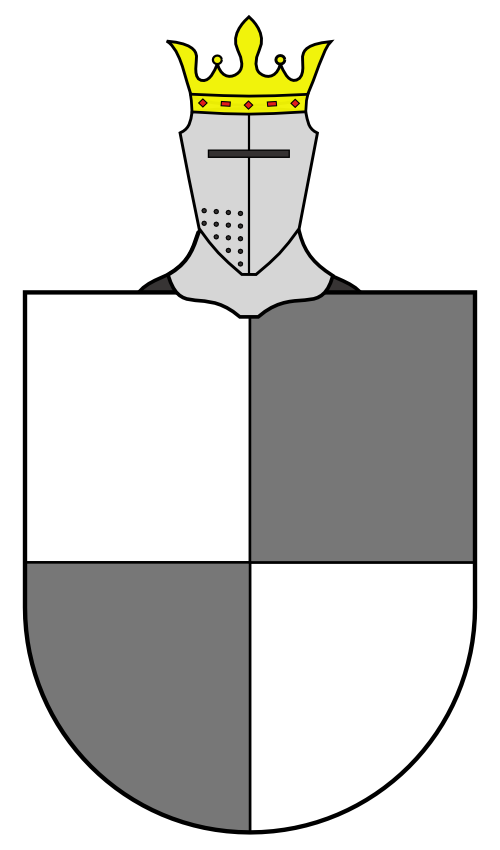
Herb Karęga
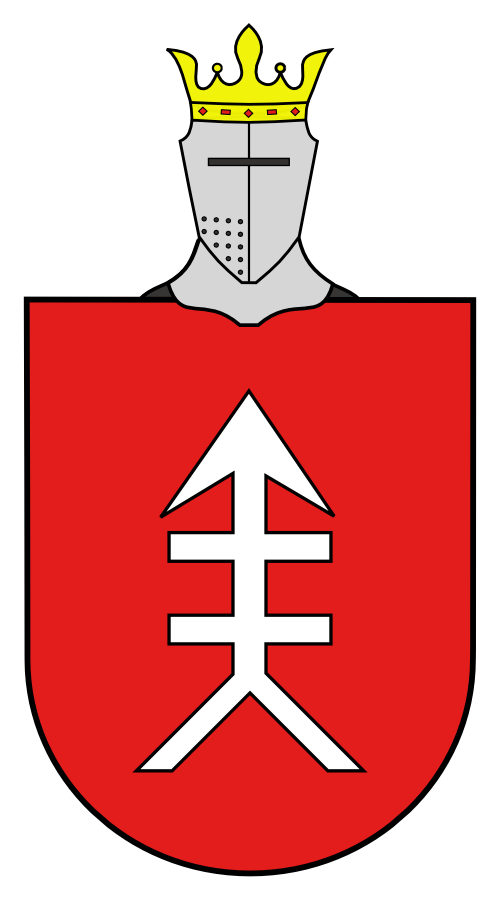
Herb Karnicki I
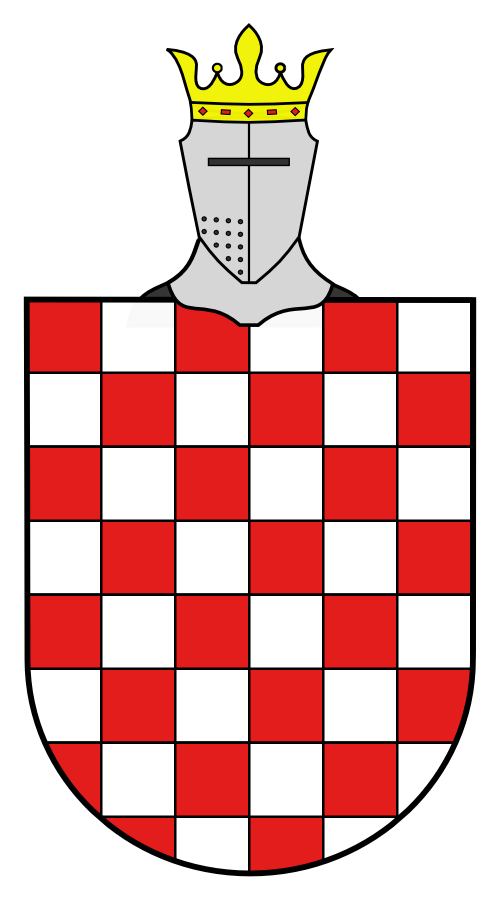
Herb Karnicki II
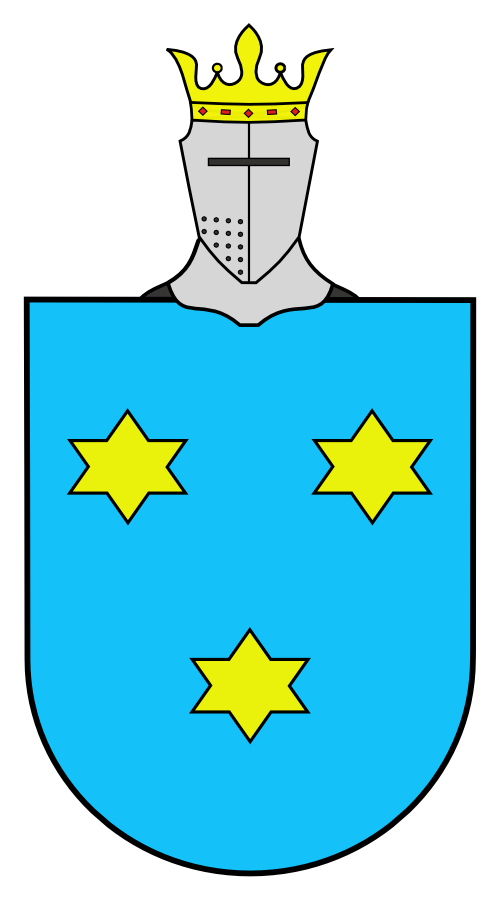
Herb Karp
Herb Kierdeja
Herb Klamry
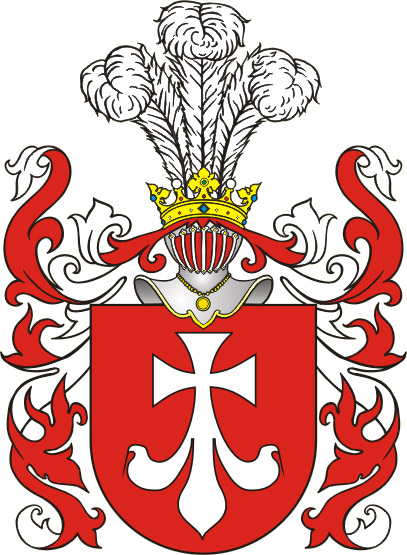
Herb Komar
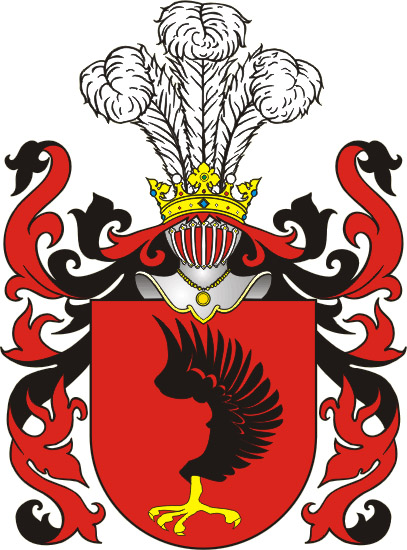
Herb Kopacz
Herb Kopaszyna
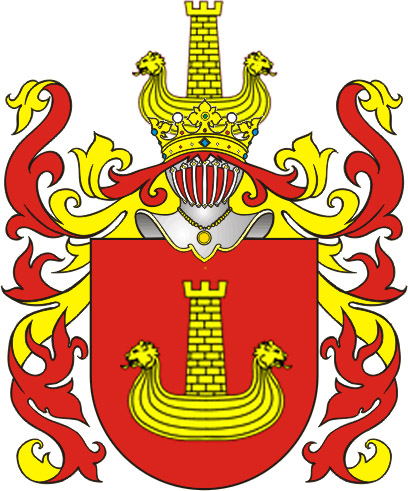
Herb Korab
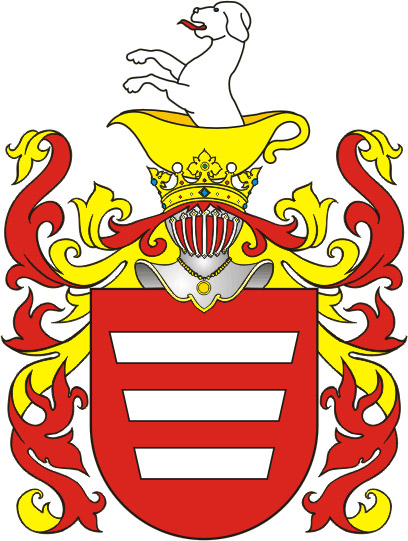
Herb Korczak
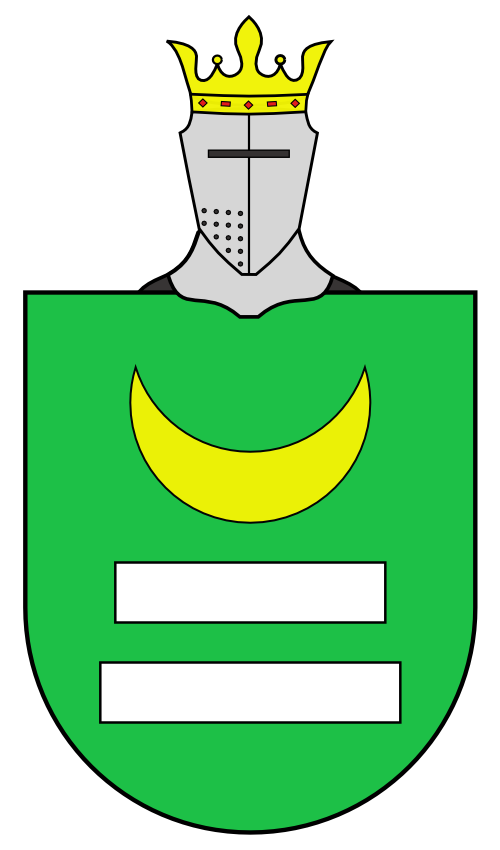
Herb Korczyk
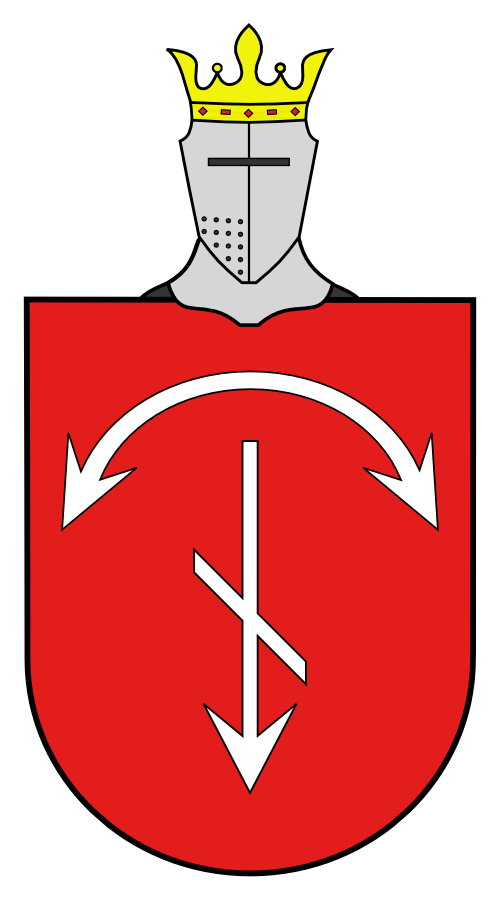
Herb Kordysz
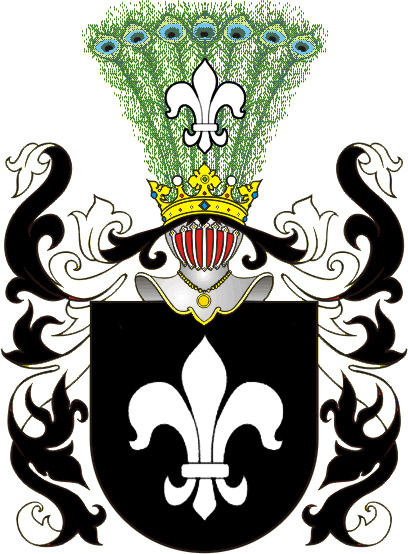
Herb Korsak
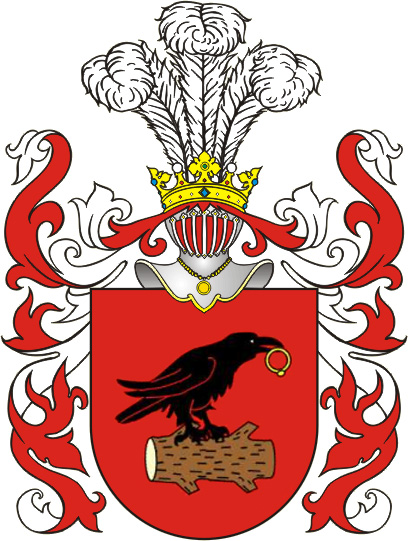
Herb Korwin (Ślepowron odmiana)
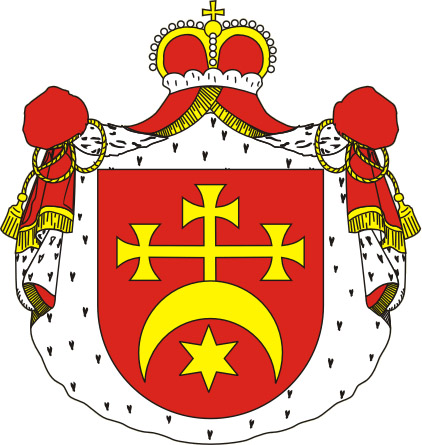
Herb Korybut
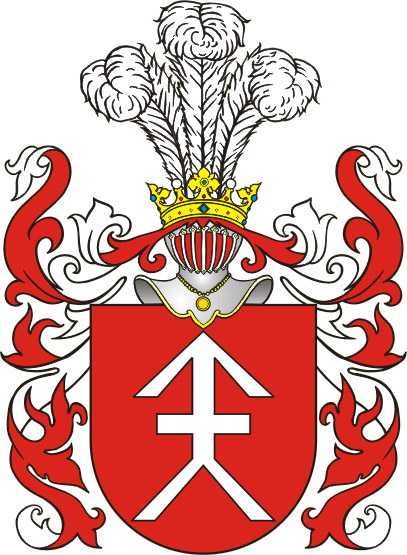
Herb Kościesza
Herb Kostrowiec I
Herb Kostrowiec II
Herb Kot-Morski
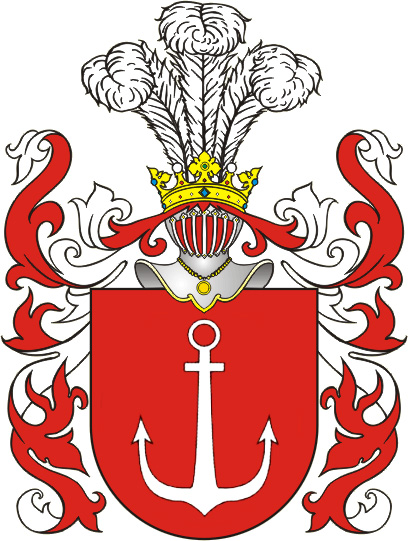
Herb Kotwica
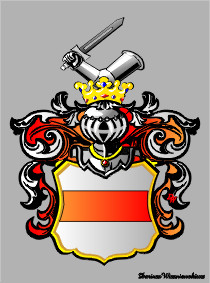
Herb Kotwicz
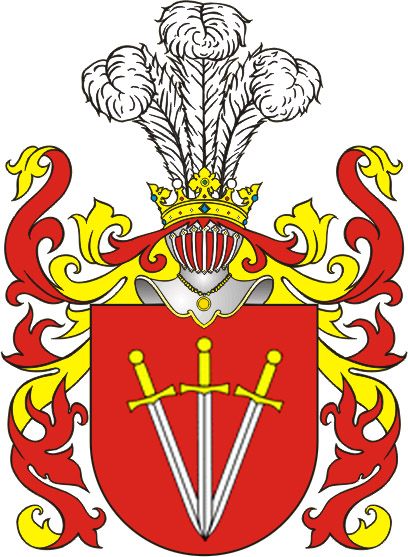
Herb Kownia
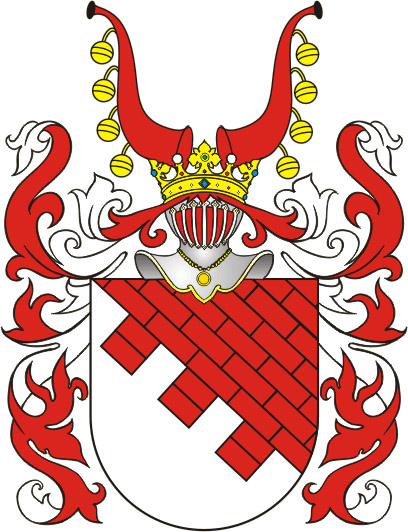
Herb Kozłowski
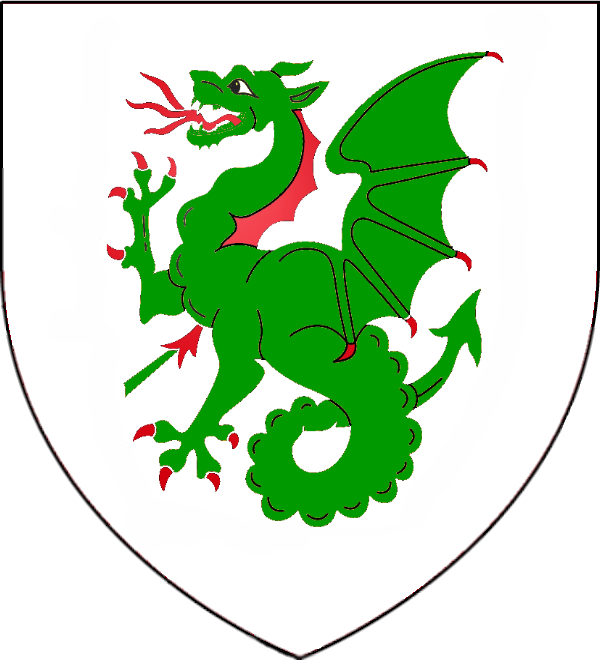
Herb Krak (Druk, Kač)
Herb Krak II (Druk, Kač)
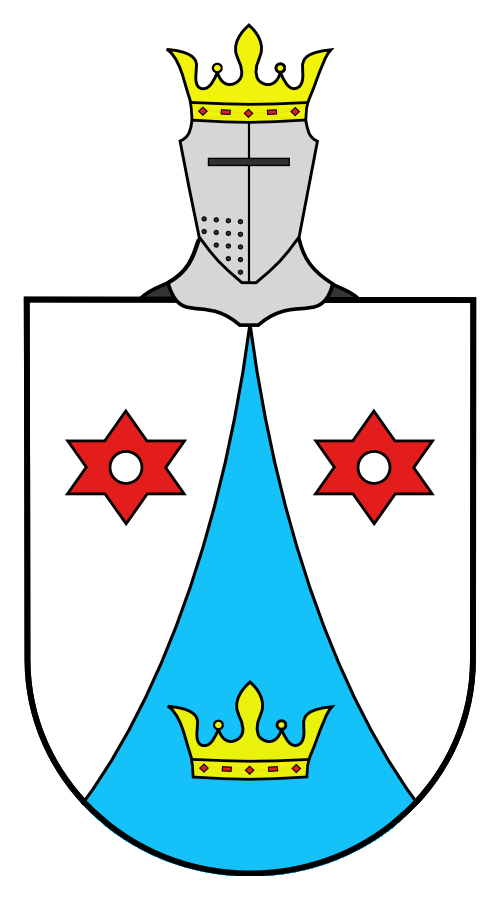
Herb Kronwald
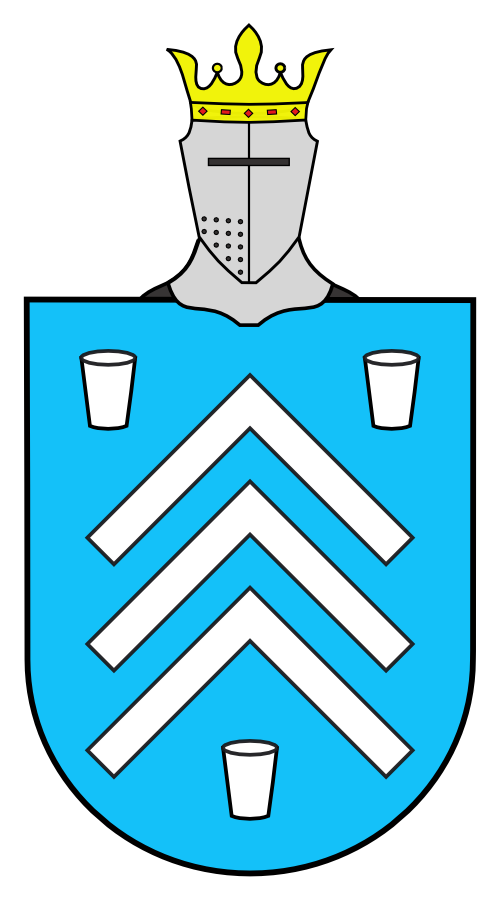
Herb Kruzer
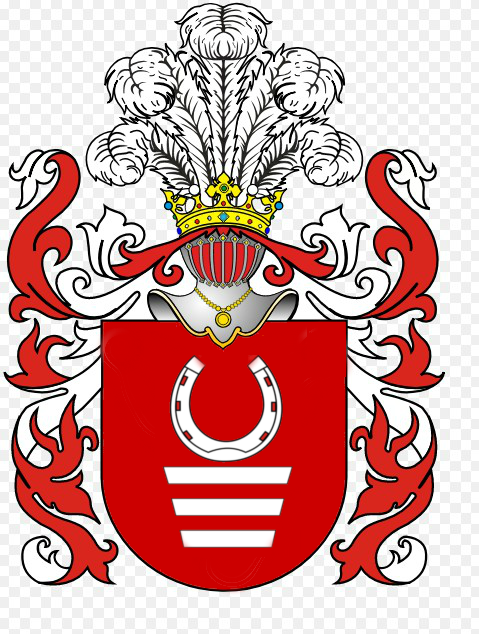
Herb Krynicki
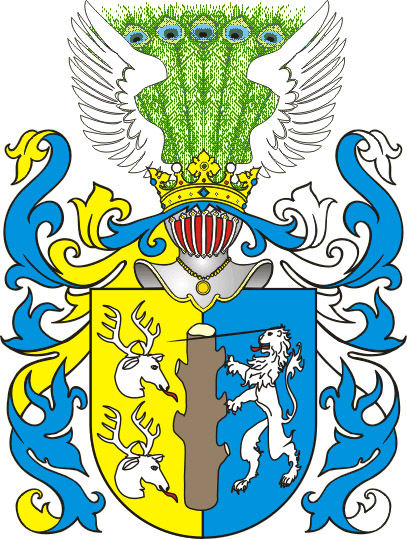
Herb Kryszpin
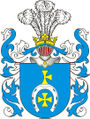
Herb Krzywda
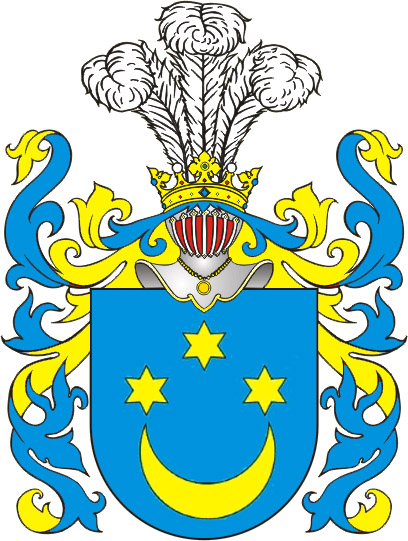
Herb Księżyc
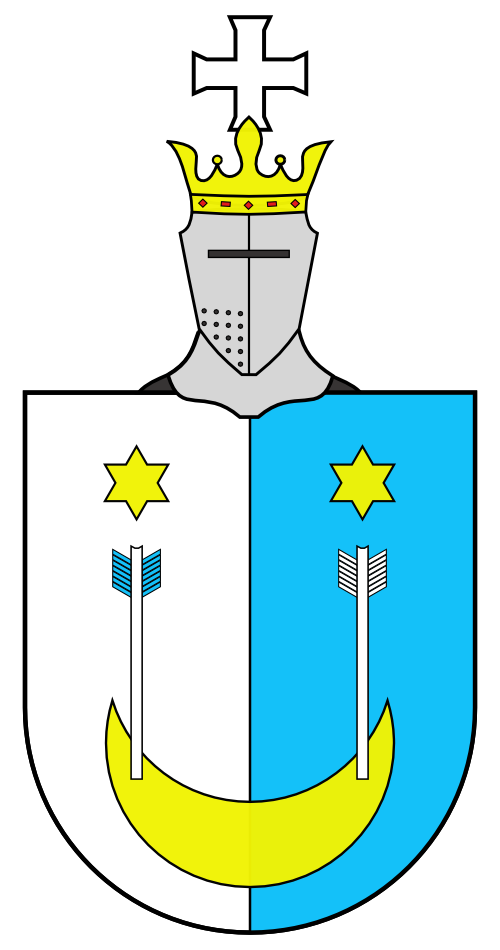
Herb Kujk
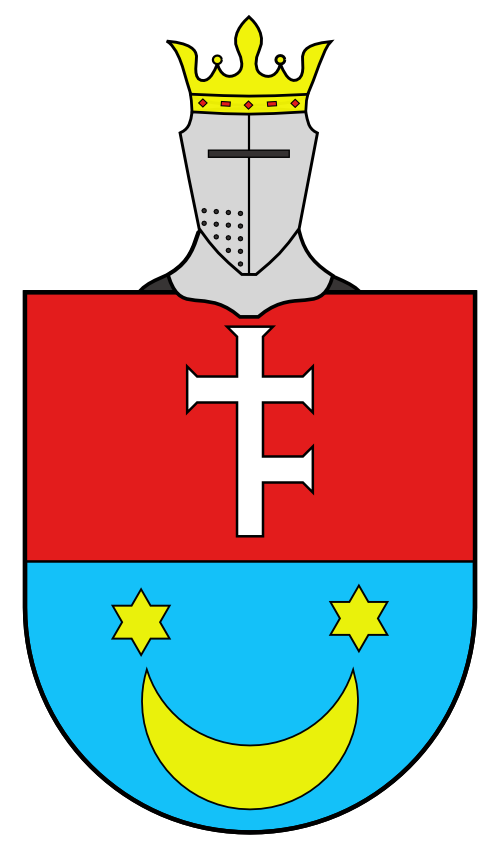
Herb Kulikowski
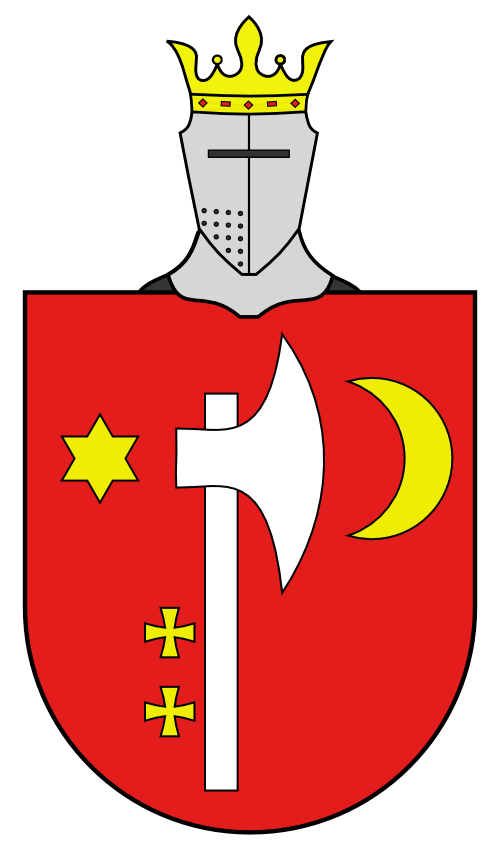
Herb Kułak
Herb Kur
Herb Kur II
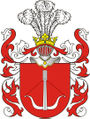
Herb Kusza
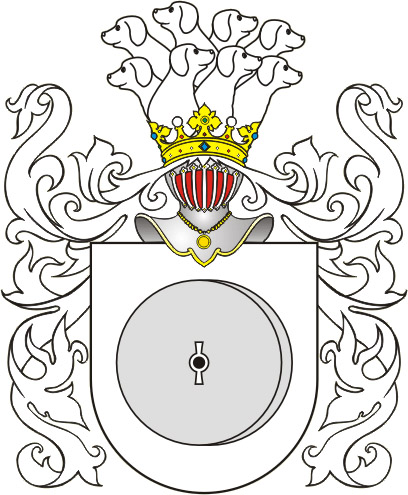
Herb Kuszaba
Herb Łabędź (Dunin)
Herb Lachnicki
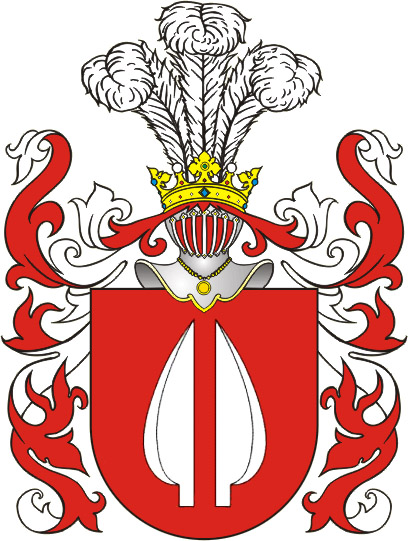
Herb Larysza
Herb Leliwa
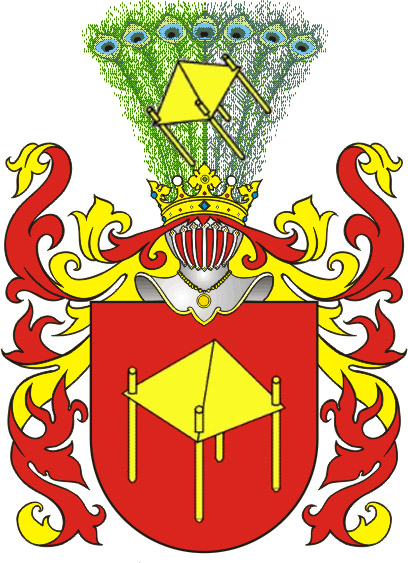
Herb Leszczyc
Herb Lis
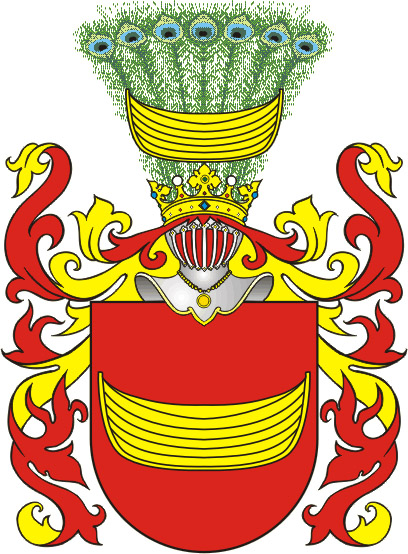
Herb Łodzia
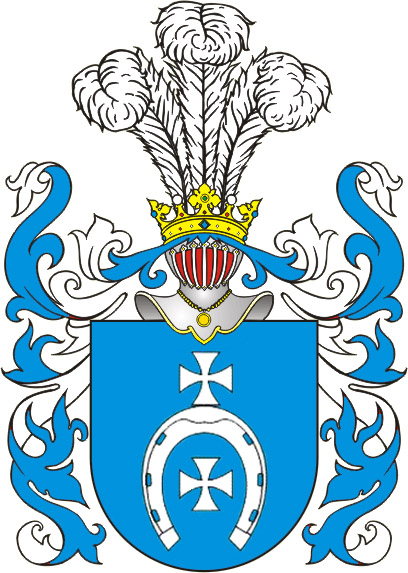
Herb Lubicz
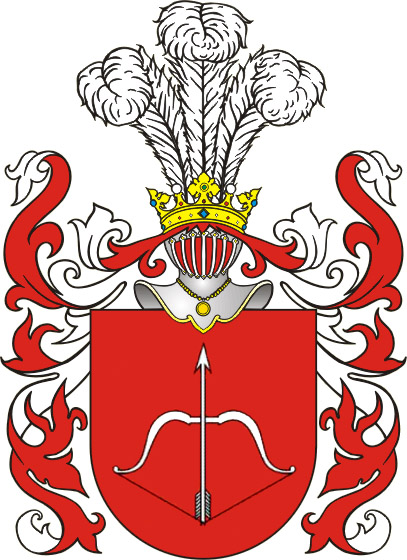
Herb Łuk
Herb Mądrostki
Herb Masalski ks. III
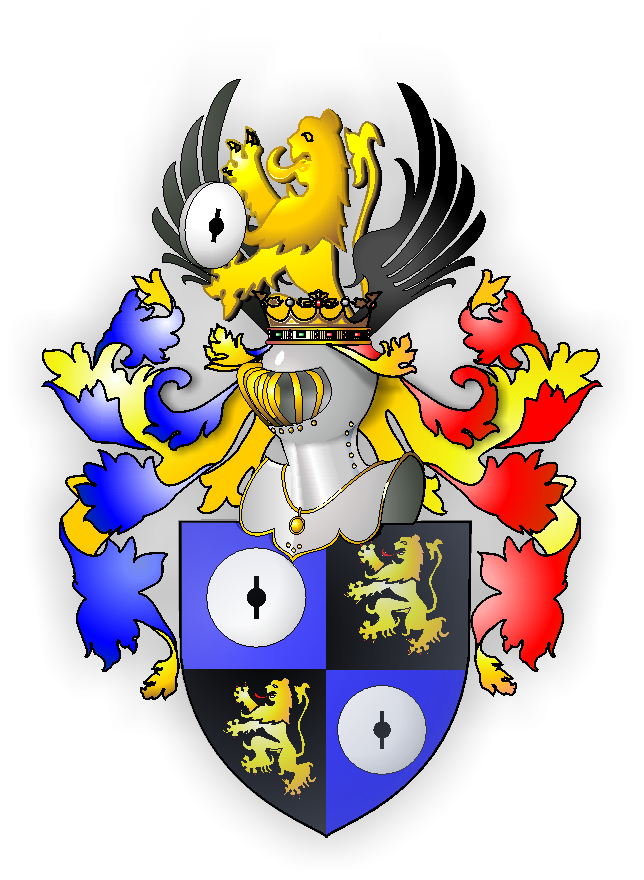
Herb Miller
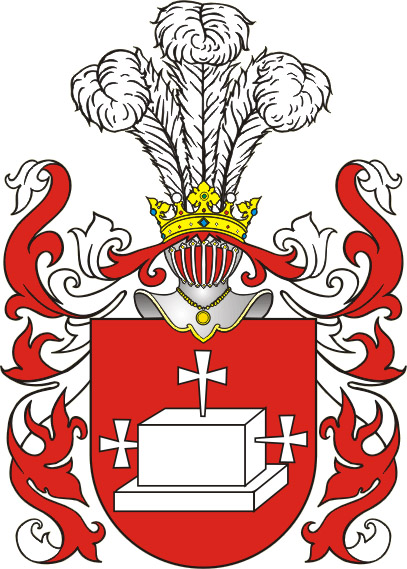
Herb Mogiła
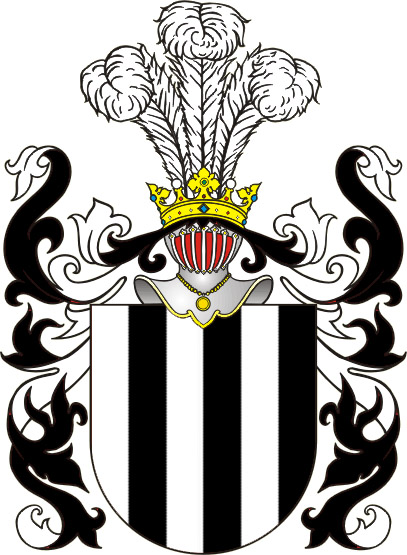
Herb Nabram
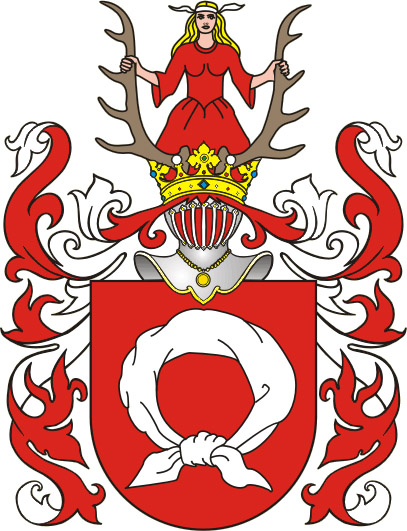
Herb Nałęcz
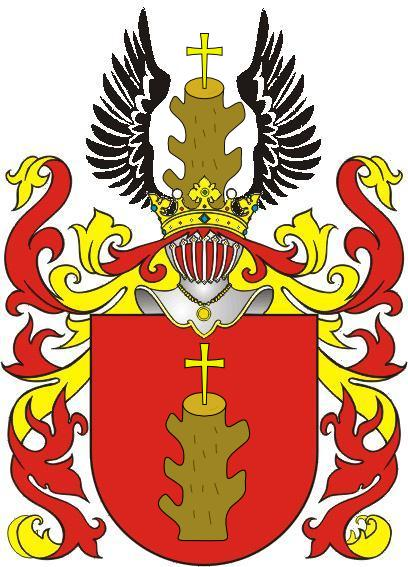
Herb Nieczuja
Herb Niesobia
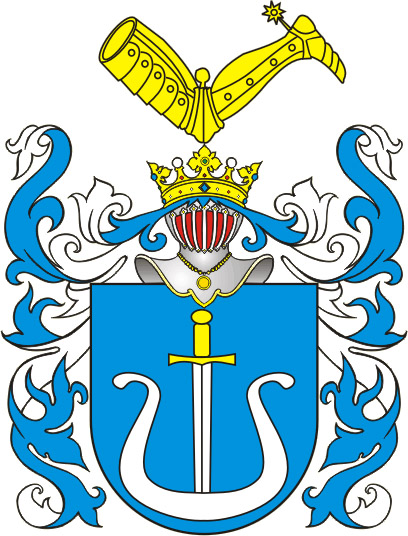
Herb Nowina
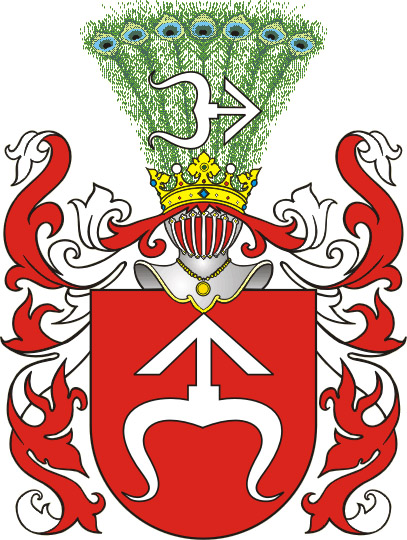
Herb Odrowąż
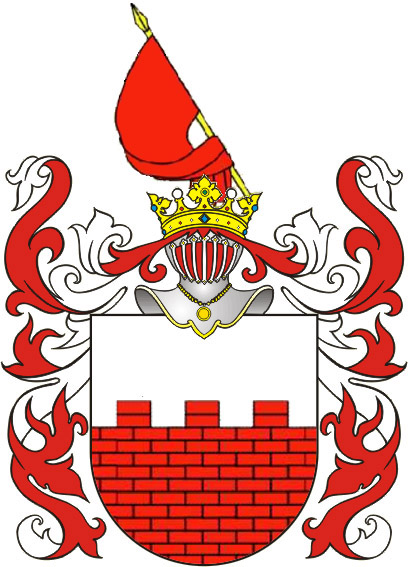
Herb Odwaga
Herb Odyniec
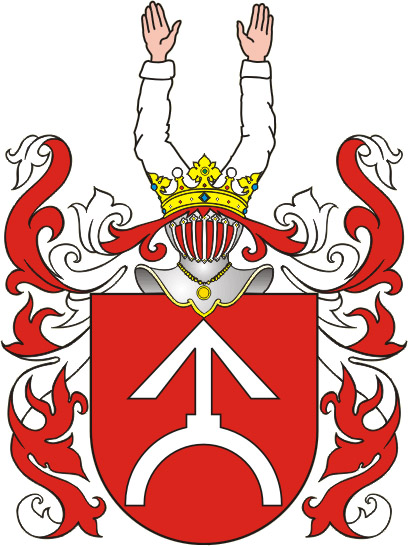
Herb Ogończyk
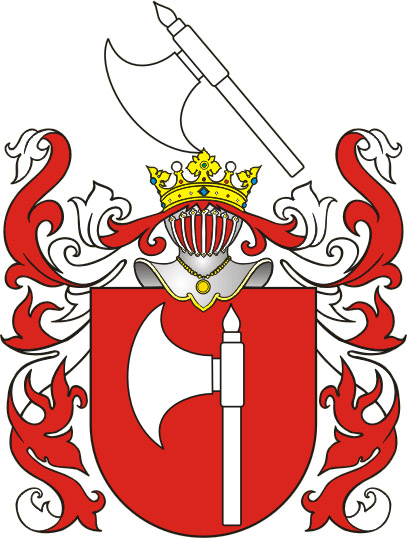
Herb Oksza
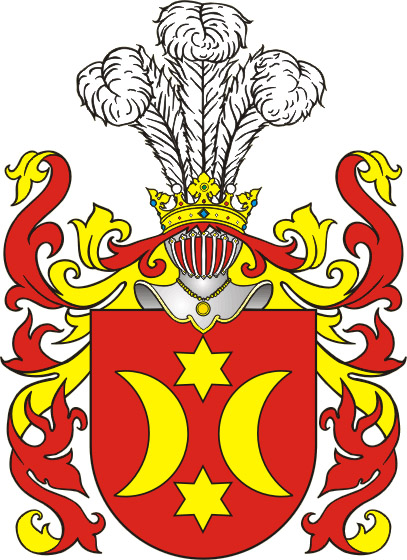
Herb Orda
Herb Orla
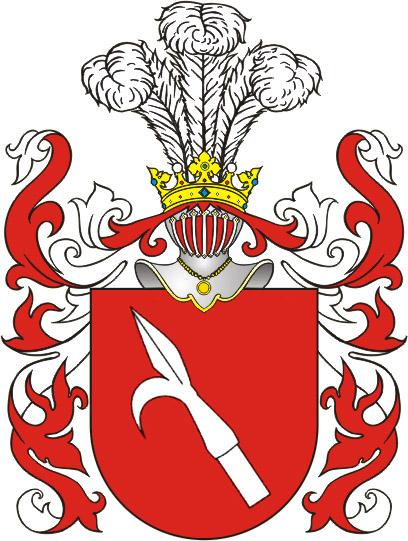
Herb Osek
Herb Ossoliński (Topór)
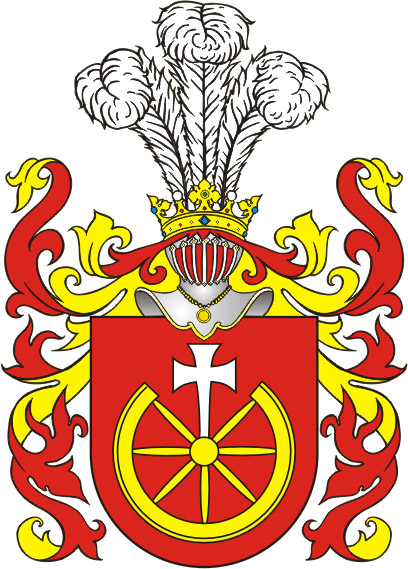
Herb Ossorya
Herb Ostoja (medieval)
Herb Ostoja
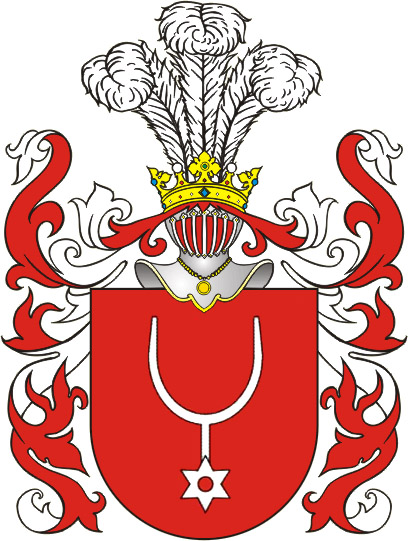
Herb Ostroga
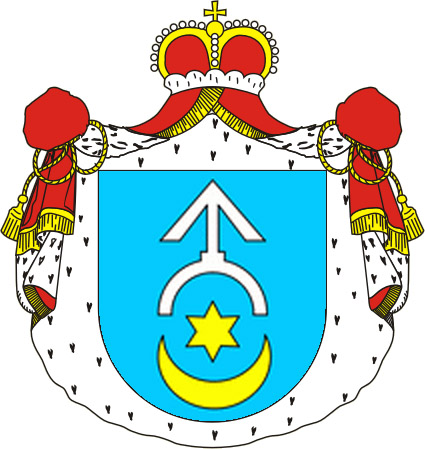
Herb Ostrogski
Herb Pernus (Sperun, Spyra)
Herb Piast (Kołodziej)
Herb Piast
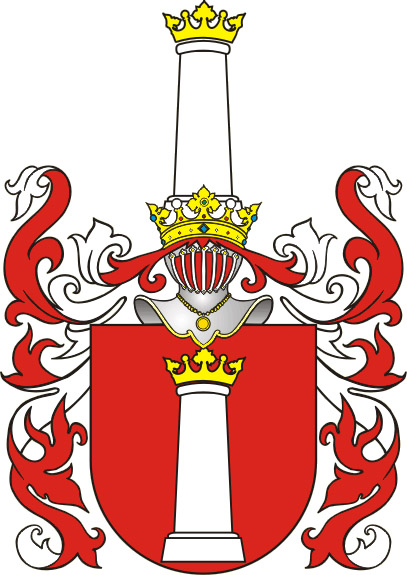
Herb Pierzchała (Sperski)
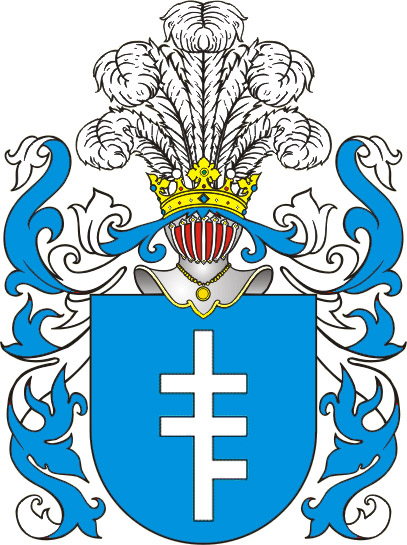
Herb Pilawa
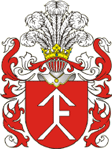
Herb Piłsudski
Herb Pobóg
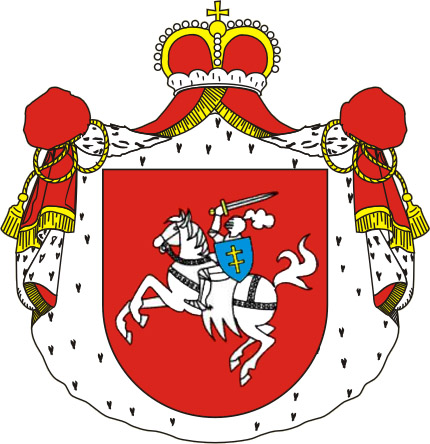
Herb Pogoń Litewska
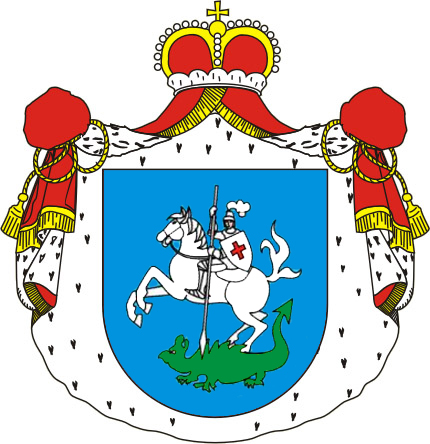
Herb Pogoń Ruska
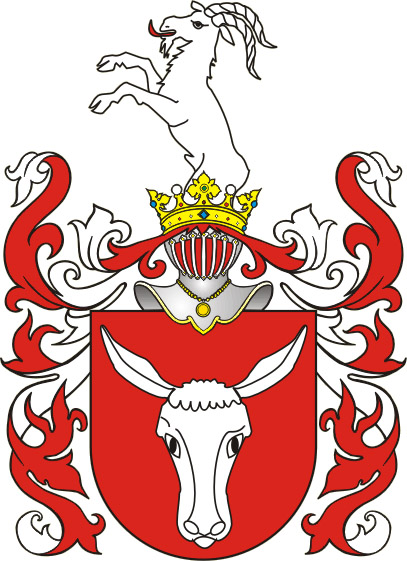
Herb Półkozic
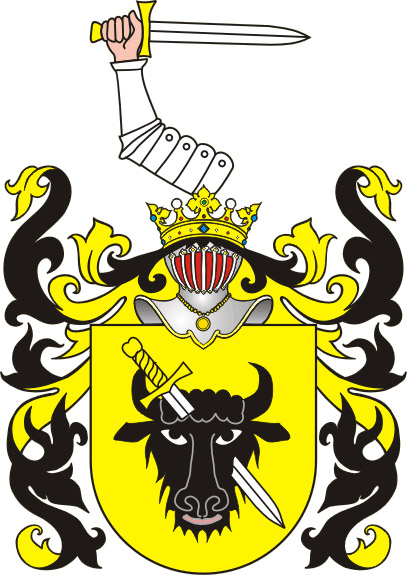
Herb Pomian
Herb Poraj
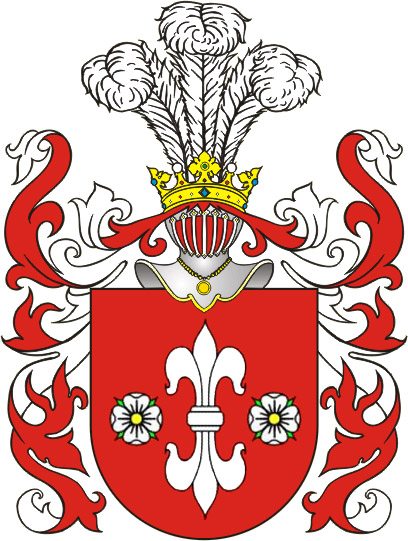
Herb Poronia
Herb Pół Orła
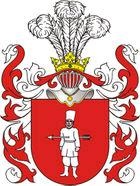
Herb Późniak
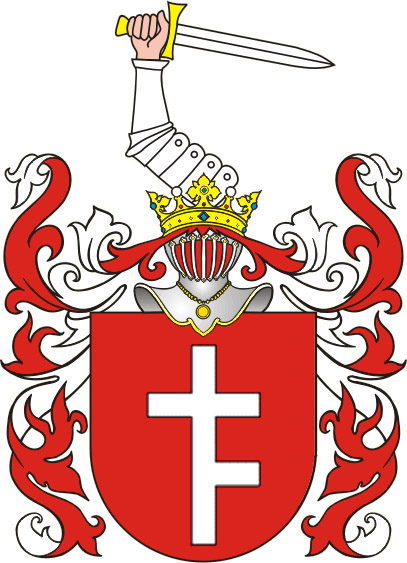
Herb Prus I
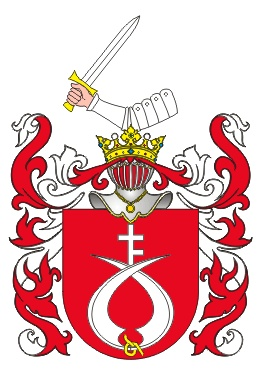
Herb Pus II (Wilczekosy)
Herb Prus III
Herb Przegonia
Herb Przerowa
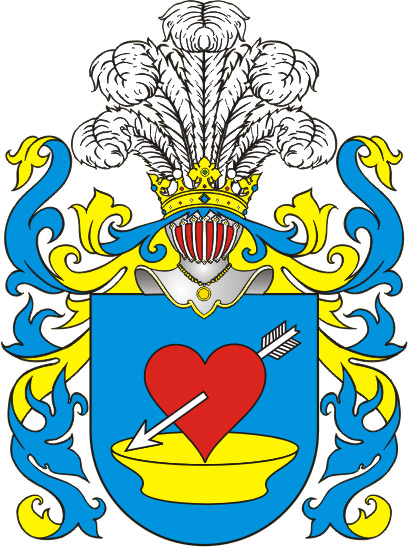
Herb Przyjaciel
Herb Puchała
Herb Radwan
Herb Radzislaw
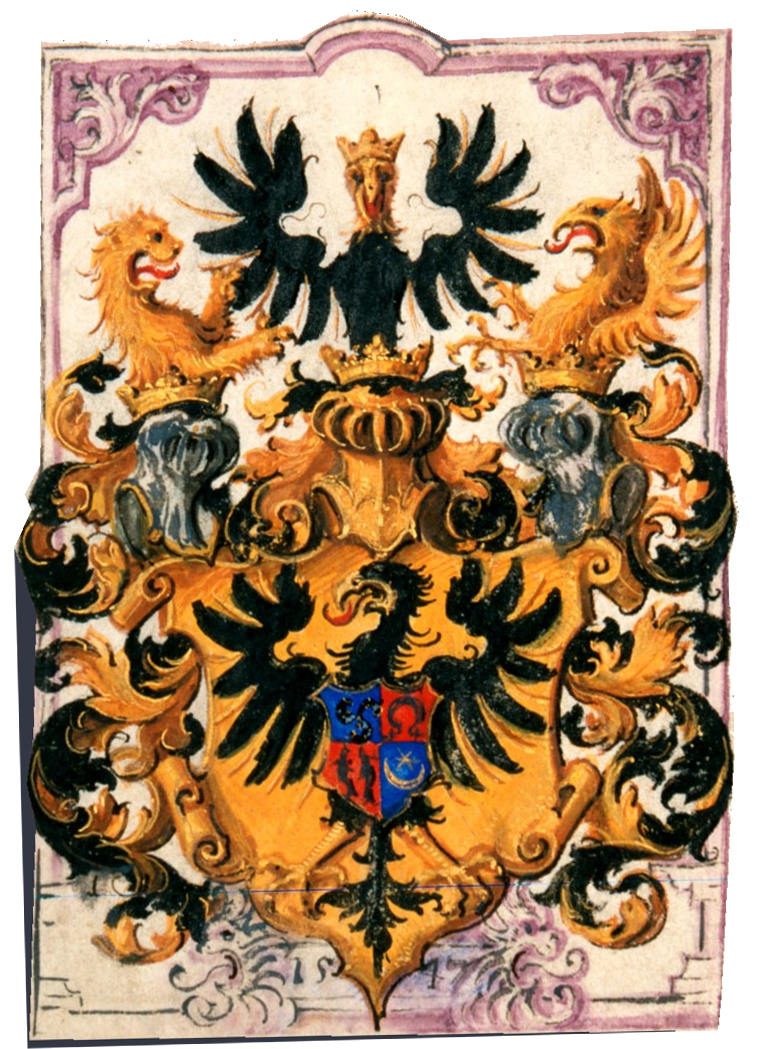
Herb Radziwiłł (Trąby odmiana)
Herb Rawicz
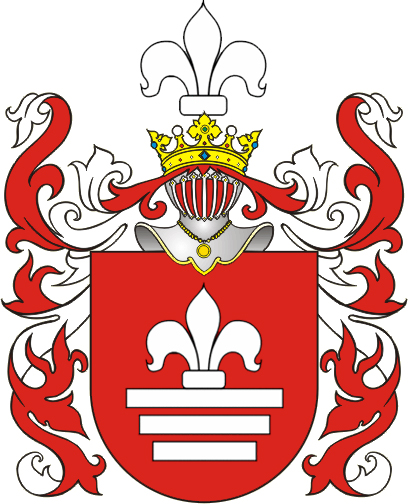
Herb Roch III
Herb Rogala
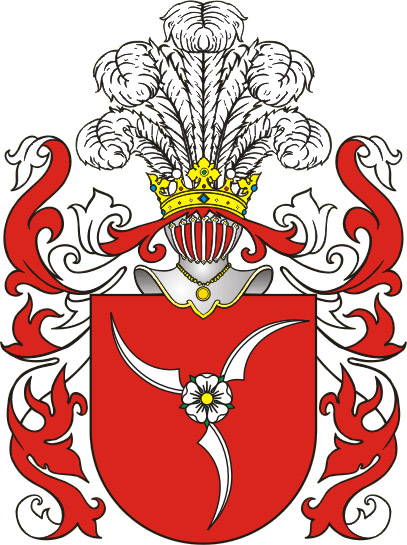
Herb Rola
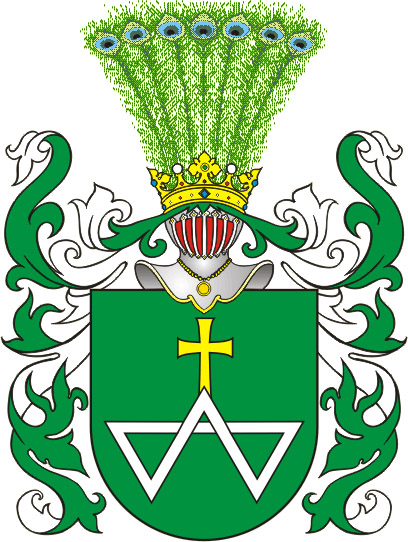
Herb Rozmiar
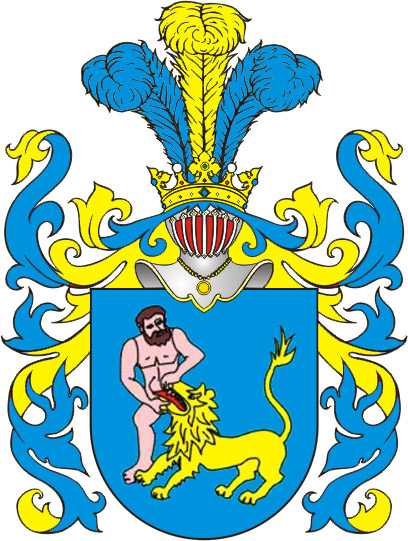
Herb Samson
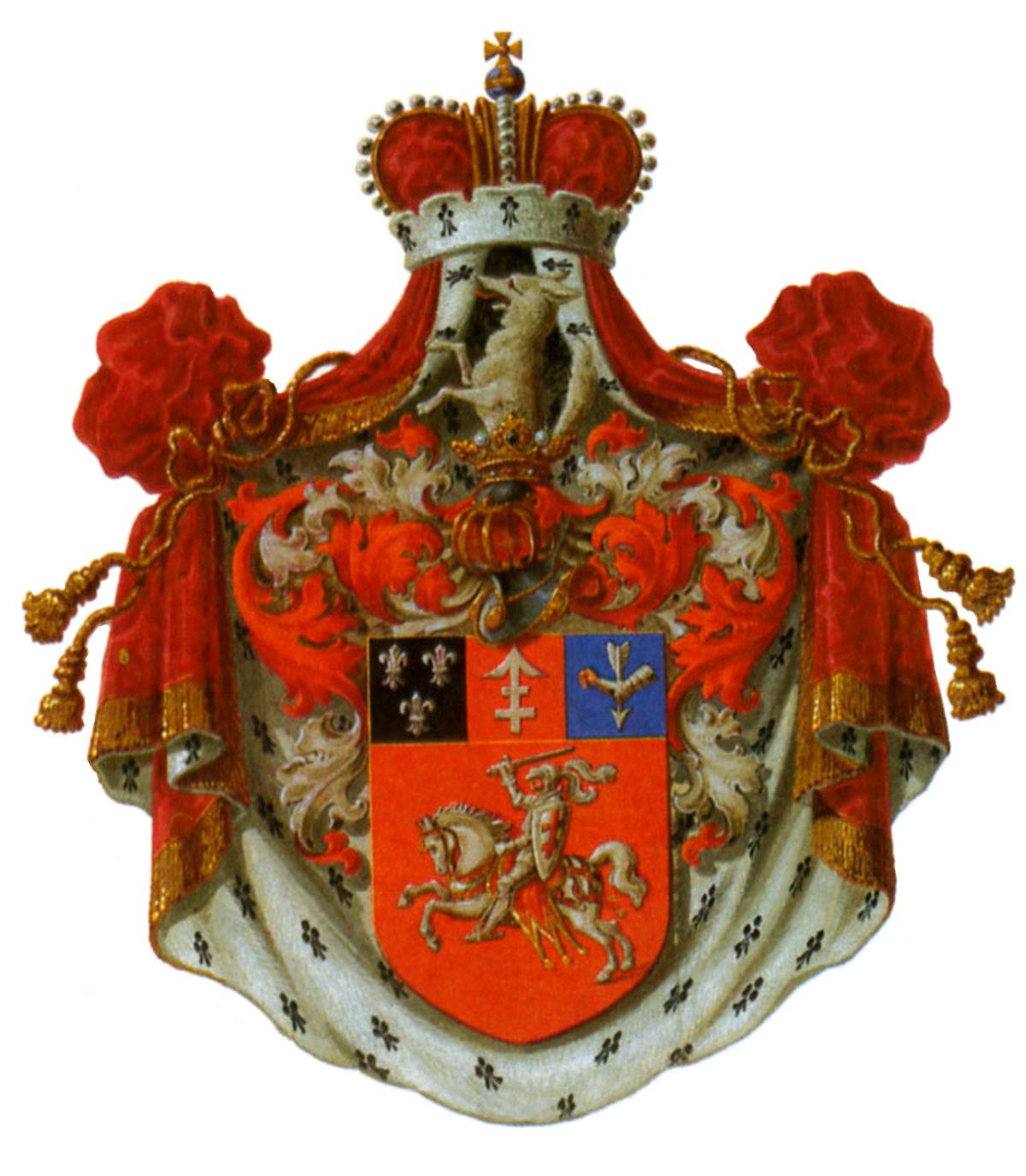
Herb Sapieha (Lis odmiana)
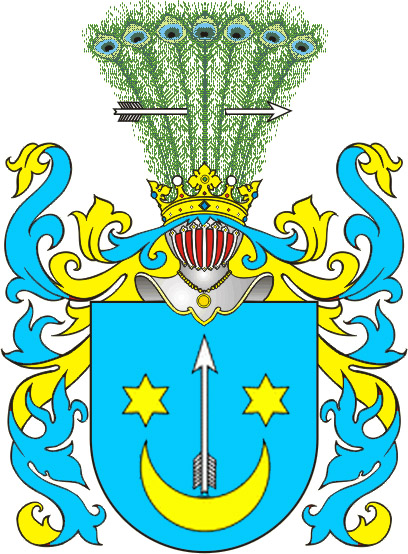
Herb Sas
Sas II
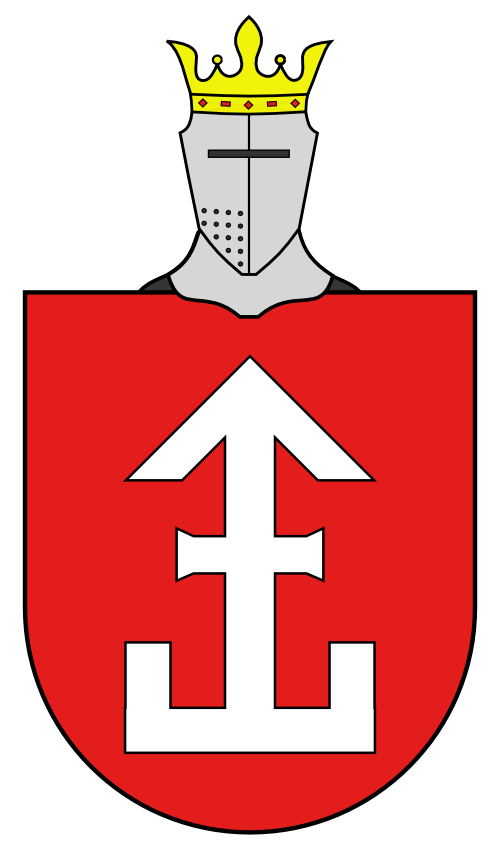
Herb Siekierz
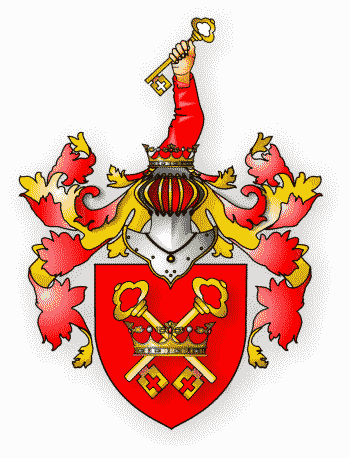
Herb Skarbomierz
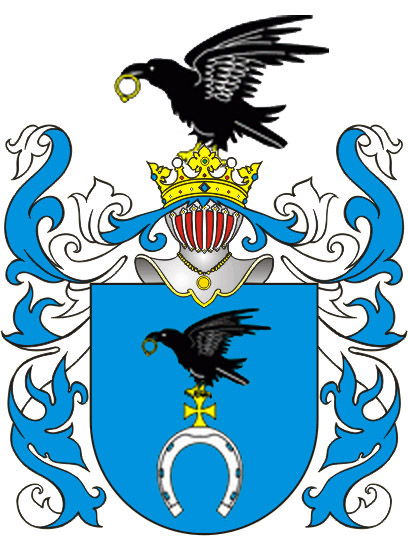
Herb Ślepowron (Bujno, Korwin)
Herb Sołtyk
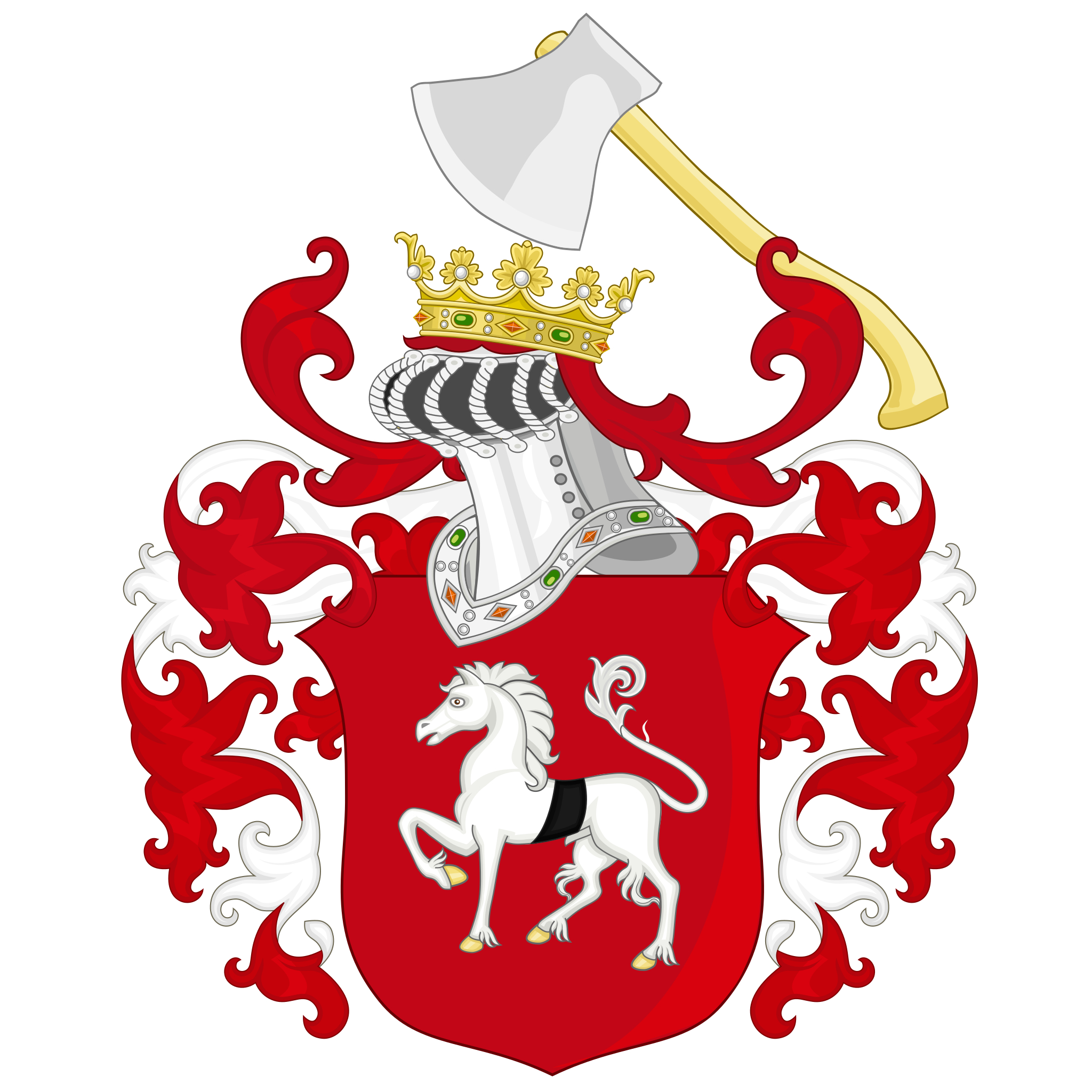
Herb Starykoń
Herb Straszyński
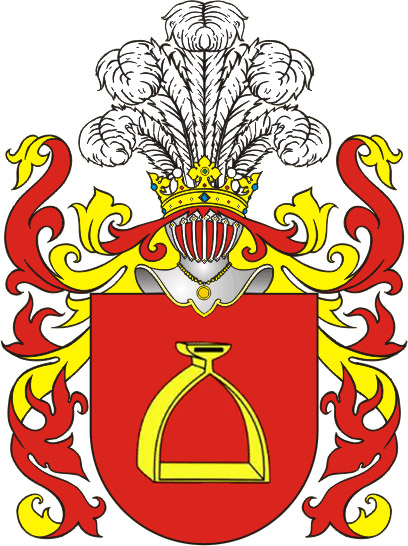
Herb Strzemię
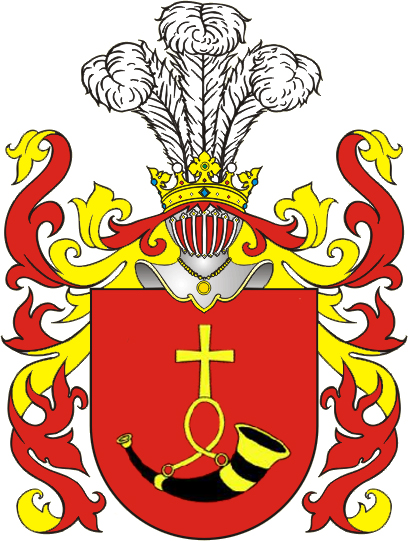
Herb Suchekomnaty
Herb Sulima
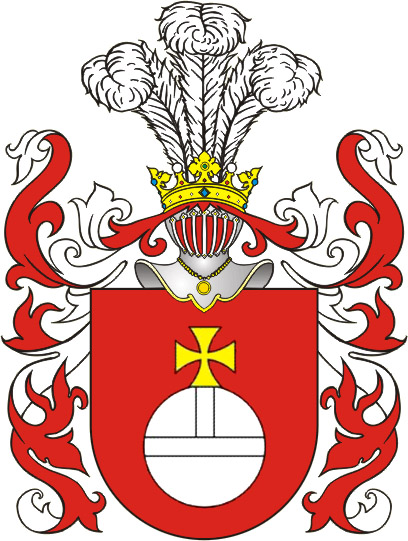
Herb Świąt
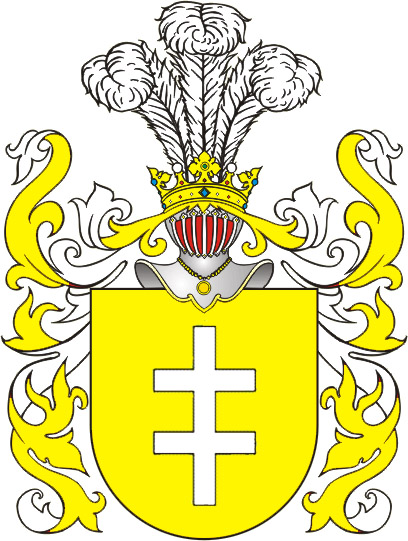
Herb Świeńczyc
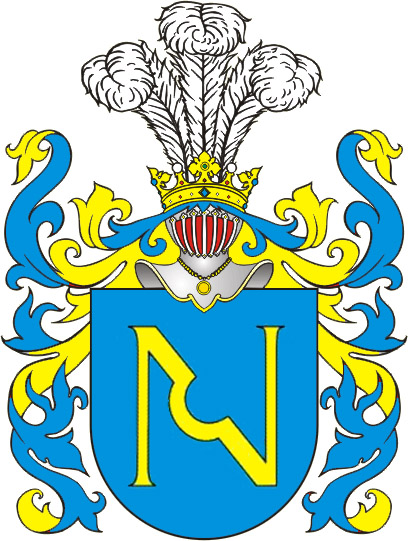
Herb Świerczek
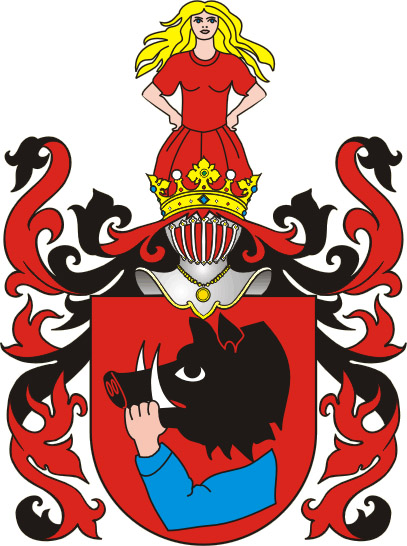
Herb Świnka
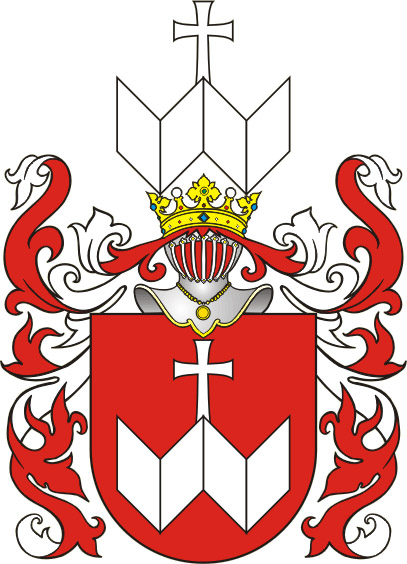
Herb Syrokomla
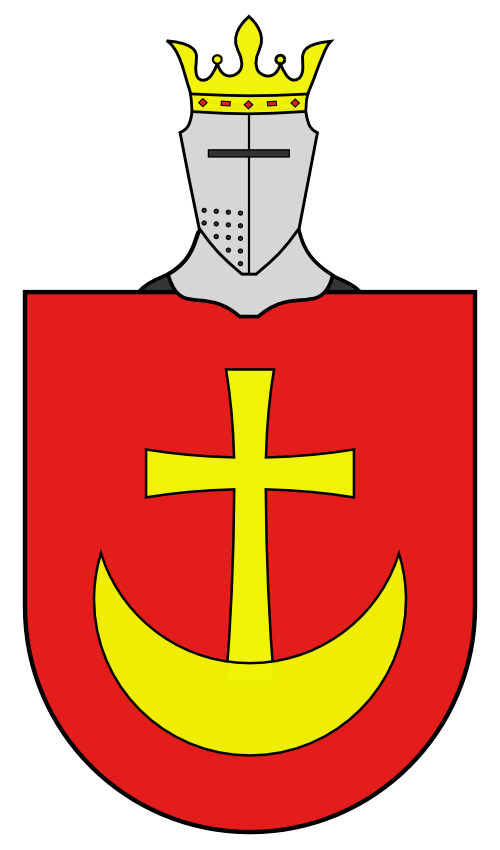
Herb Szeliga
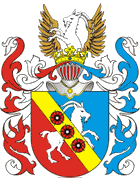
Herb Szembek
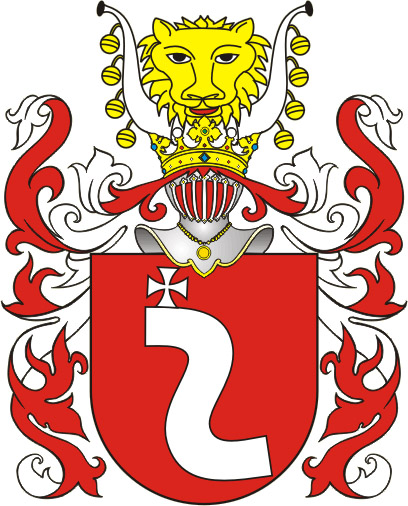
Herb Szreniawa
Herb Tarnawa
Herb Tępa-Podkowa
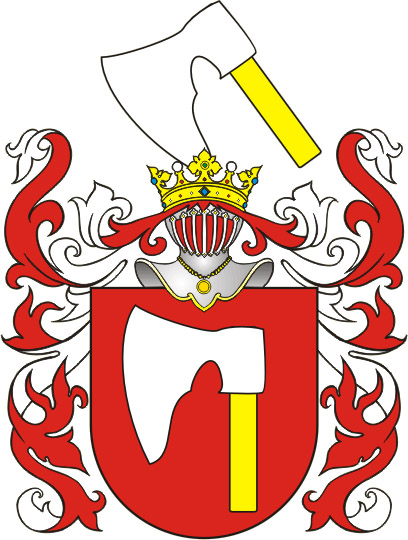
Herb Topór
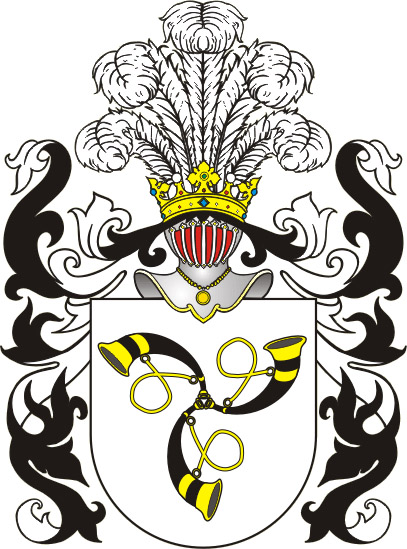
Herb Trąby
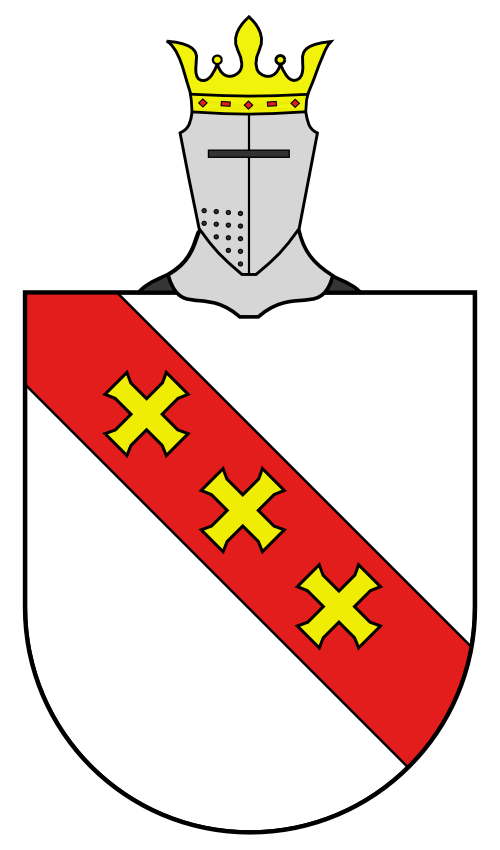
Herb Trestka
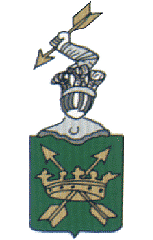
Herb Trójstrzał
Herb Trzaska
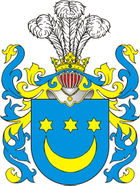
Herb Trzy-Gwiazdy
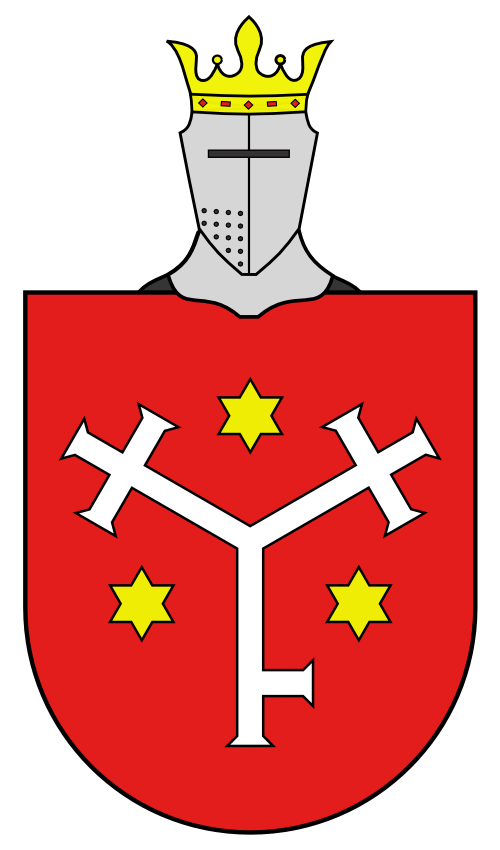
Herb Trzywdar
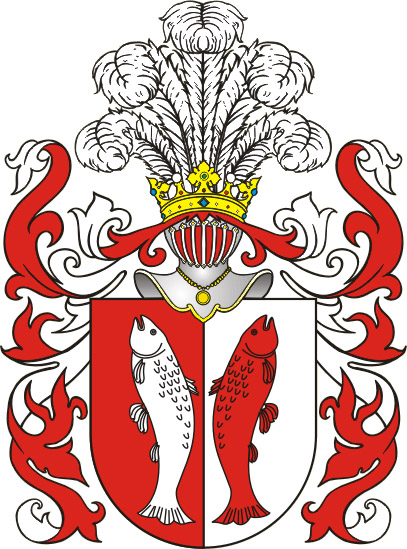
Herb Wadwicz
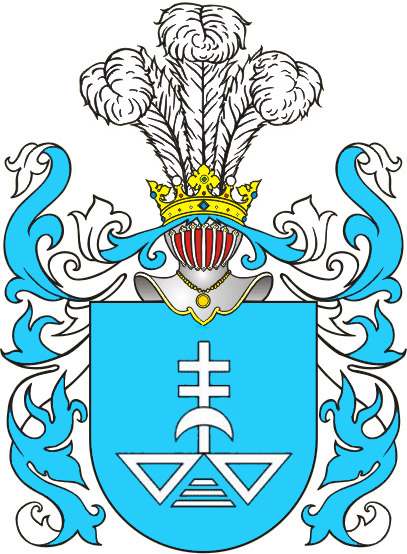
Herb Waga
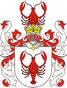
Herb Warnia
Herb Wąż
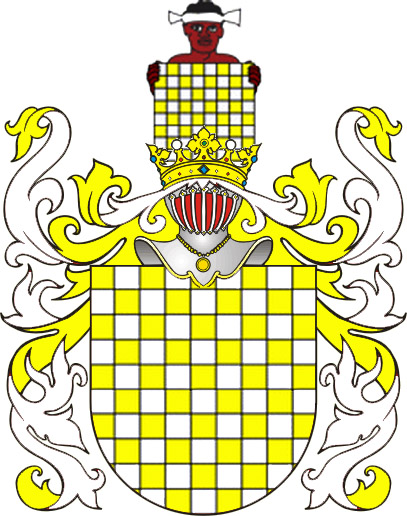
Herb Wczele
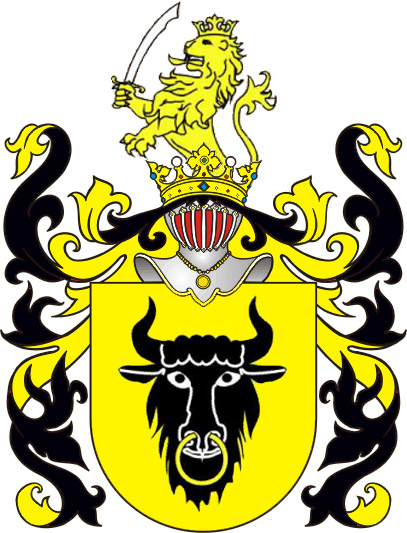
Herb Wieniawa
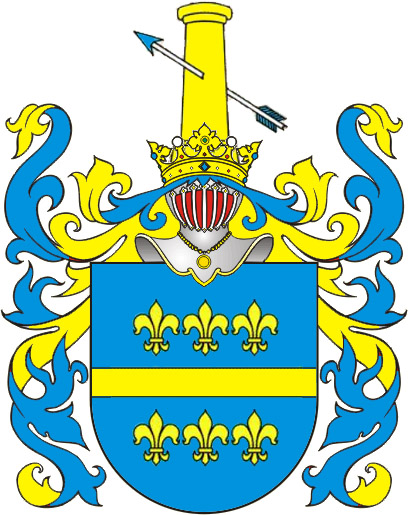
Herb Wierzbna
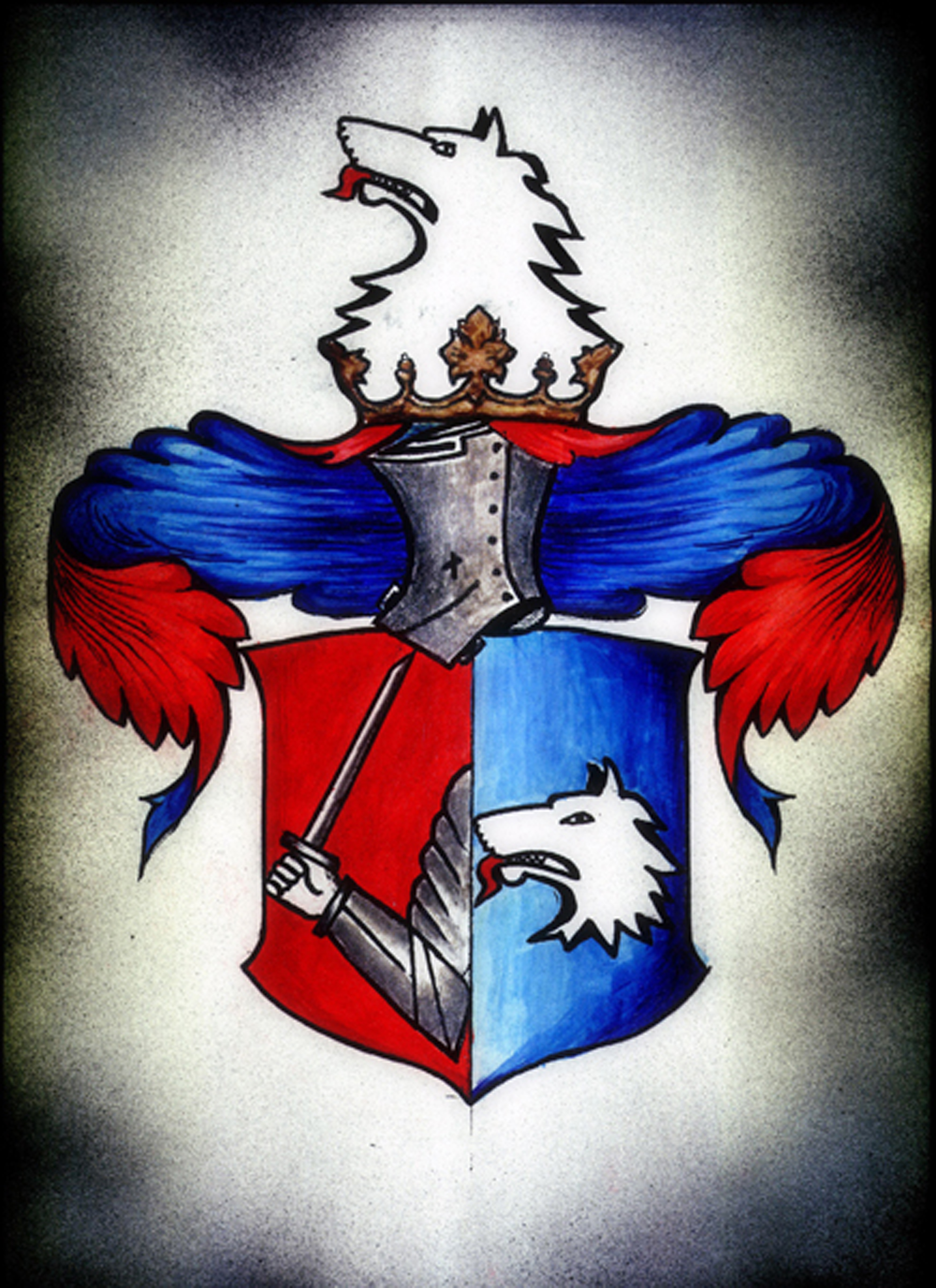
Herb Wilcza-Głowa
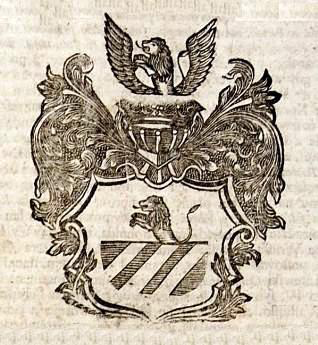
Herb Wolf
Herb Wysocki (Pierzchała/Ostoja)
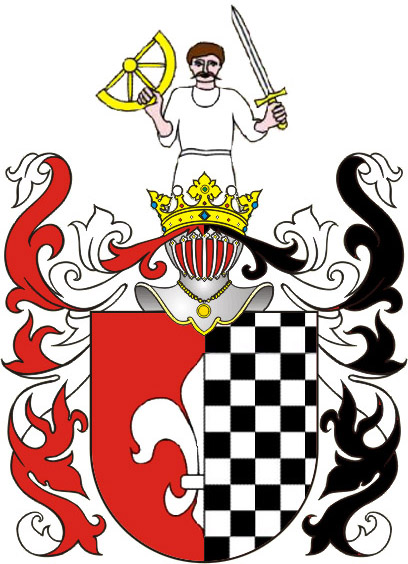
Herb Wyssogota
Herb Zabawa
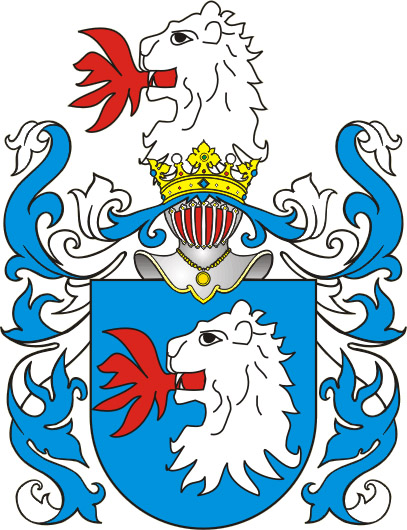
Herb Zadora
Herb Zagłoba
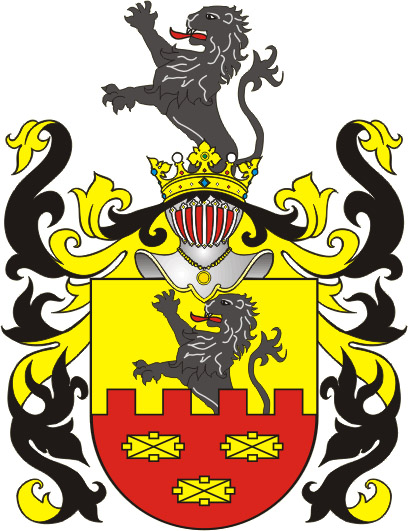
Herb Zaremba
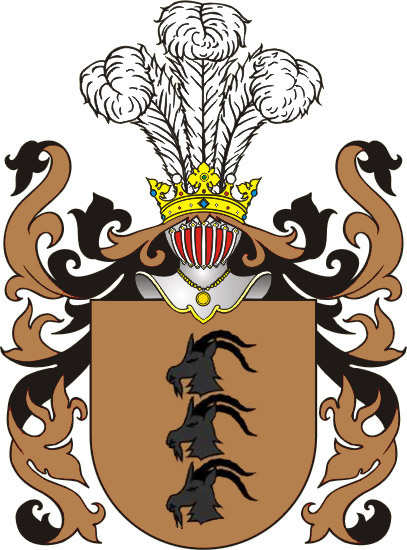
Herb Zerwikaptur
Herb Zetynian
Herb Zgraja (Janina odmiana)
Herb Zych (Záh)
Herb Zychcki (Drzewica II)

## Hình ảnh một sốhuy hiệu cá nhân

Công tước Masovia Janusz I của Warsaw (1340 - 1429)
Hoàng tử Józef Antoni Poniatowski có huy hiệu là Thống chế của Pháp
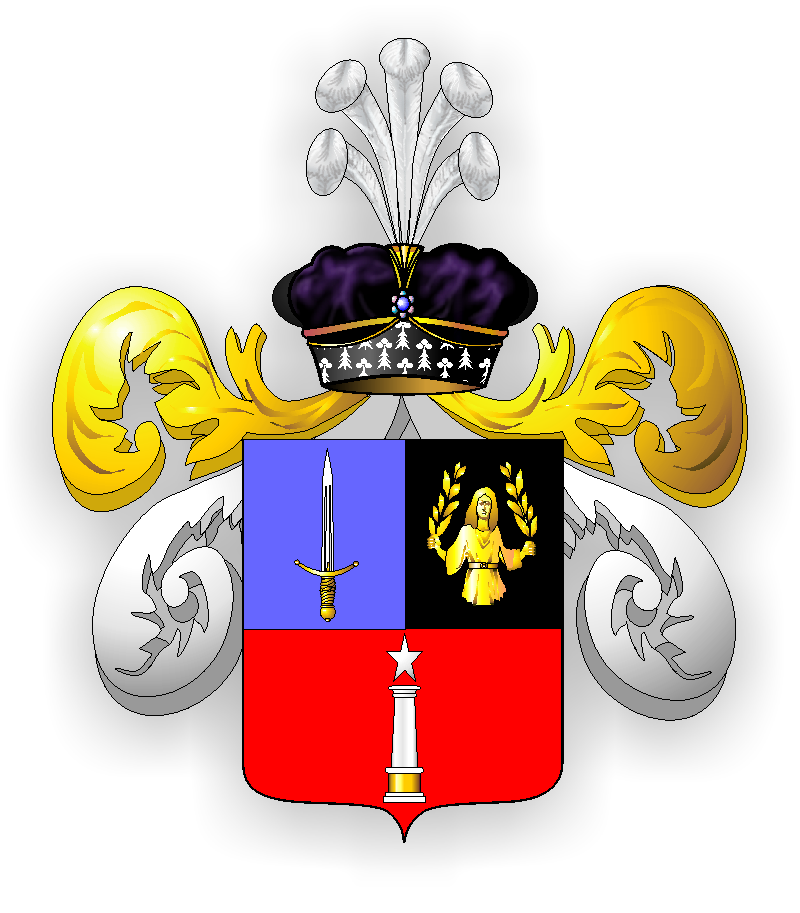
Alexandre Joseph Bá tước Colonna-Walewski huy hiệu của đế chế Pháp
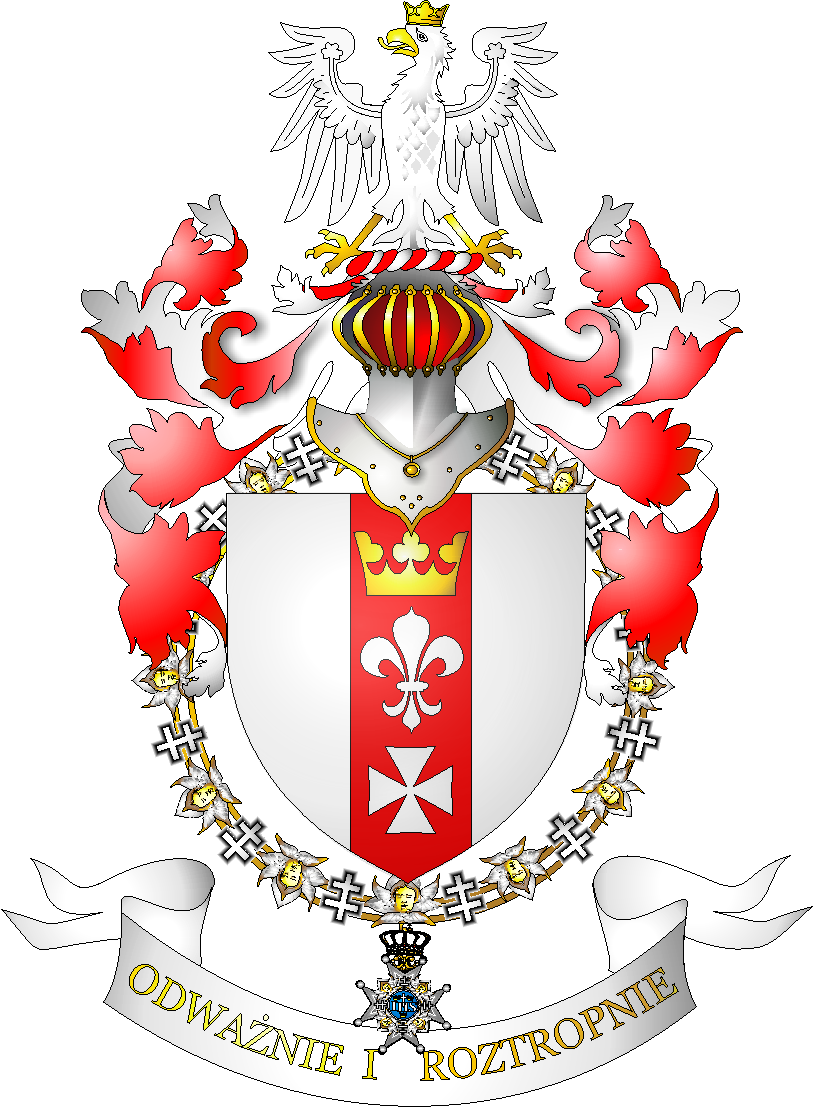
Lech Wałęsa được Vương quốc Thụy Điển trao tặng huy hiệu cá nhân